# Championnat du monde de Formule 1 2020
Navigation
2019 2021
Le championnat du monde de Formule 1 2020 est la 71e édition du championnat du monde de Formule 1. La compétition devait comporter pour la première fois 22 Grands Prix avec le retour du Grand Prix des Pays-Bas à Zandvoort et l'apparition du Grand Prix du Viêt Nam sur le circuit urbain de Hanoï tandis que la manche allemande à Hockenheim disparaissait. La course d'ouverture devait traditionnellement avoir lieu sur le circuit de l'Albert Park de Melbourne pour le Grand Prix d'Australie le 15 mars, et le championnat s'achever le 29 novembre par le Grand Prix d'Abou Dabi sur le circuit Yas Marina.
La pandémie de Covid-19 perturbe fortement le championnat 2020, comme l'ensemble des manifestations sportives dans le monde. Les dix premières courses prévues au calendrier ayant été reportées ou annulées, la saison débute finalement à huis clos le 5 juillet avec le Grand Prix d'Autriche, sur le Circuit de Spielberg qui accueille le week-end suivant une seconde course, baptisée Grand Prix de Styrie. Après le Grand Prix de Hongrie le 19 juillet, la piste anglaise de Silverstone est également hôte de deux courses sur deux week-ends consécutifs, le Grand Prix de Grande-Bretagne et le Grand Prix du 70e anniversaire. Toutes ces épreuves et les suivantes se déroulent à huis clos.
Alors que, le 24 juillet, les quatre courses qui devaient se disputer sur le continent américain sont définitivement annulées (les Grands Prix du Canada, du Mexique, des États-Unis et du Brésil), le calendrier compte provisoirement treize dates, toutes en Europe, avec les ajouts du Grand Prix de l'Eifel sur le circuit du Nürburgring, celui du Portugal qui fait son retour, à Portimao et, le 1er novembre, une troisième course en Italie (après les Grand Prix d'Italie et de Toscane), baptisée Grand Prix d'Émilie-Romagne qui a lieu sur le Circuit d'Imola. Fin août, le calendrier est définitivement entériné et compte finalement dix-sept Grands Prix : le Grand Prix de Turquie fait son retour sur l'Otodrom Istanbul Park, deux épreuves sont organisées sur le circuit international de Sakhir (Grand Prix de Bahreïn et Grand Prix de Sakhir) et le Grand Prix d'Abou Dabi clôt traditionnellement l'exercice le 13 décembre.
Au cours de ce championnat, Lewis Hamilton devient recordman des victoires en Formule 1, ayant dépassé les 91 succès de Michael Schumacher (son compteur se monte désormais à 95 victoires), tandis que son écurie Mercedes Grand Prix établit un record de sept titres consécutifs chez les constructeurs à l'arrivée du Grand Prix d'Émilie-Romagne, à quatre courses de la fin. Le Britannique ceint sa septième couronne mondiale deux semaines plus tard, le 15 novembre lors du Grand Prix de Turquie, égalant le record de Michael Schumacher. Son coéquipier Valtteri Bottas est vice-champion du monde et Max Verstappen monte sur le podium comme en 2019. Chez les constructeurs, Red Bull termine à la deuxième place, et McLaren arrache le troisième rang à la dernière course. Une des images fortes de la saison est l'effroyable accident de Romain Grosjean à Bahreïn dont il sort pratiquement indemne au milieu du brasier.
La saison consacre par ailleurs deux nouveaux vainqueurs de Grand Prix, les 109e et 110e de l'histoire : Pierre Gasly à Monza et Sergio Pérez à Sakhir. Lewis Hamilton s'impose onze fois et réalise dix pole positions, portant son record à 98 départs en tête. Valtteri Bottas remporte deux courses, tout comme Max Verstappen. L'écurie Williams connait sa première saison sans marquer un point, et la Scuderia Ferrari vit son pire exercice en quarante ans, sans victoire, sans que ses pilotes aient mené le moindre tour, terminant à la sixième place du classement constructeurs alors que son pilote le mieux classé est Charles Leclerc qui termine huitième du championnat.

## Repères en début de saison

### Pilotes
- Kimi Räikkönen en 2007, Lewis Hamilton en 2008, 2014, 2015, 2017, 2018 et 2019 et Sebastian Vettel en 2010, 2011, 2012 et 2013 sont les trois champions du monde en activité ;
- Kimi Räikkönen, avec 313 départs en Grand Prix à l'entame de la saison, est le pilote ayant le plus d'expérience devant Lewis Hamilton (250 départs) et Sebastian Vettel (240 départs) ;
- Lewis Hamilton est le pilote engagé en 2020 totalisant le plus de points (3 431 points), devant Sebastian Vettel (2 985 points), Kimi Räikkönen (1 859 points) et Valtteri Bottas (1 289 points) ;
- Sept des vingt pilotes engagés en 2020 ont déjà remporté au moins un Grand Prix : Lewis Hamilton (84 victoires), Sebastian Vettel (53 victoires), Kimi Räikkönen (21 victoires), Max Verstappen (8 victoires), Daniel Ricciardo (7 victoires), Valtteri Bottas (7 victoires), Charles Leclerc (2 victoires).

Débuts en tant que pilote titulaire :
- Nicholas Latifi, vice-champion de Formule 2, passe de pilote de réserve à titulaire chez Williams F1 Team, aux côtés de George Russell[1] ;
- Pietro Fittipaldi chez Haas où il remplace Romain Grosjean à partir du Grand Prix de Sakhir, le Français s'étant blessé lors du Grand Prix précédent[2],[3] ;
- Jack Aitken chez Williams où il remplace George Russell au Grand Prix de Sakhir[4] ;

Retours :
- Esteban Ocon, pilote Force India en 2017 et 2018, sans volant en 2019, officiant comme pilote-essayeur chez Mercedes, rejoint l'écurie Renault où il remplace Nico Hülkenberg aux côtés de Daniel Ricciardo ; il signe un contrat pour deux saisons, avec options sur les suivantes[5].

Départs :
- Le contrat liant Williams F1 Team et Robert Kubica n'est pas renouvelé ; le Polonais n'a disputé que la saison 2019 avec Williams après huit ans d'absence[6]. Il devient pilote de réserve et de développement de l'Alfa Romeo Racing et amène son commanditaire PKN Orlen qui devient partenaire-titre de l'écurie[7] ;
- Nico Hülkenberg, après 177 départs en Grand Prix entre 2010 et 2019, une pole position, deux meilleurs tours et 43 tours en tête, est remplacé par Esteban Ocon chez Renault[8]. Il revient en cours de saison chez Racing Point pour remplacer Sergio Pérez, positif au Covid-19 et mis en quarantaine, pour deux courses à Silverstone puis pour remplacer au pied levé Lance Stroll, malade, lors du Grand Prix de l'Eifel sur le Nürburgring[9].

Duos de pilotes reconduits :
- Charles Leclerc et Sebastian Vettel chez Ferrari ;
- Lewis Hamilton et Valtteri Bottas chez Mercedes ;
- Lando Norris et Carlos Sainz Jr. chez McLaren ;
- Lance Stroll et Sergio Pérez chez Racing Point ;
- Kevin Magnussen et Romain Grosjean chez Haas F1 Team ;
- Kimi Räikkönen et Antonio Giovinazzi chez Alfa Romeo Racing ;
- Max Verstappen et Alexander Albon chez Red Bull Racing ;
- Pierre Gasly et Daniil Kvyat chez Scuderia AlphaTauri (ex-Toro Rosso)[10].

### Écuries
- Pour une meilleure visibilité de son engagement en Formule 1, Mercedes prend la dénomination sportive Mercedes-AMG Petronas Formula One Team ;
- Afin de faire la promotion de la marque de prêt-à-porter, appartenant au groupe Red Bull, la Scuderia Toro Rosso est renommée Scuderia AlphaTauri[11] ;
- Avec l'arrivée du pilote polonais Robert Kubica qui devient pilote de réserve, PKN Orlen est sponsor-titre de l'écurie Alfa Romeo Racing-Sauber, renommée commercialement Alfa Romeo Racing Orlen[12];
- DP World devient sponsor-titre de l'écurie Renault F1 Team, renommé commercialement Renault DP World F1 Team[13] ;
- Le partenariat entre l'écurie Williams et son sponsor-titre Rokit, prévu jusqu'en 2023, est dénoncé avec effet immédiat au mois de mai alors qu'aucune course ne s'est encore tenue[14].

## Essais hivernaux
Les essais hivernaux de la saison 2020 ont eu lieu, comme de tradition, sur le Circuit de Catalunya à Barcelone en deux fois trois journées, du 19 au 21 février puis du 26 au 28 février. Par ailleurs, les journées d'essais privés en cours de saison (comme en 2019, après les Grands Prix de Bahreïn et d'Espagne) sont supprimées.
Bien qu'il soit hasardeux d'en tirer des enseignements (les Ferrari SF90 avaient dominé les essais de pré-saison en 2019 avant de sévèrement déchanter dès la première course à Melbourne), les Mercedes W11 s'y sont mises en valeur ; d'une part pour leur vitesse avec les deux meilleurs temps réalisés par Valtteri Bottas, 1 min 15 s 732 lors de la première série de trois journées puis 1 min 16 s 196 lors de la seconde,,. D'autre part, les pilotes des Flèches d'Argent ont alimenté la chronique en testant un nouveau volant « DAS -Dual Axis Steering- » (système de direction à deux axes) qui, en le tirant ou en le repoussant, règle le parallélisme des roues avant en ligne droite ; le pouvoir sportif n'y a rien trouvé d'illégal.

## Pilotes et monoplaces
| Écuries                                | Constructeurs | Châssis                            | Moteurs                            | Pneus | Directeurs d'équipe           | no | Pilotes            | Pilotes de réserve et de développement                                       |
| -------------------------------------- | ------------- | ---------------------------------- | ---------------------------------- | ----- | ----------------------------- | -- | ------------------ | ---------------------------------------------------------------------------- |
| Mercedes-AMG Petronas Formula One Team | Mercedes      | Mercedes-AMG F1 W11 EQ Performance | Mercedes-AMG F1 M11 EQ Performance | P     | Toto Wolff                    | 44 | Lewis Hamilton     | Stoffel Vandoorne Esteban Gutiérrez Nyck de Vries                            |
| Mercedes-AMG Petronas Formula One Team | Mercedes      | Mercedes-AMG F1 W11 EQ Performance | Mercedes-AMG F1 M11 EQ Performance | P     | Toto Wolff                    | 63 | George Russell     | Stoffel Vandoorne Esteban Gutiérrez Nyck de Vries                            |
| Mercedes-AMG Petronas Formula One Team | Mercedes      | Mercedes-AMG F1 W11 EQ Performance | Mercedes-AMG F1 M11 EQ Performance | P     | Toto Wolff                    | 77 | Valtteri Bottas    | Stoffel Vandoorne Esteban Gutiérrez Nyck de Vries                            |
| Scuderia Ferrari Mission Winnow        | Ferrari       | Ferrari SF1000                     | Ferrari Tipo 065                   | P     | Mattia Binotto                | 5  | Sebastian Vettel   | Pascal Wehrlein Brendon Hartley Antonio Fuoco Davide Rigon Robert Shwartzman |
| Scuderia Ferrari Mission Winnow        | Ferrari       | Ferrari SF1000                     | Ferrari Tipo 065                   | P     | Mattia Binotto                | 16 | Charles Leclerc    | Pascal Wehrlein Brendon Hartley Antonio Fuoco Davide Rigon Robert Shwartzman |
| Aston Martin Red Bull Racing           | Red Bull      | Red Bull RB16                      | Honda RA620H                       | P     | Christian Horner              | 23 | Alexander Albon    | Sébastien Buemi Sérgio Sette Câmara Jüri Vips                                |
| Aston Martin Red Bull Racing           | Red Bull      | Red Bull RB16                      | Honda RA620H                       | P     | Christian Horner              | 33 | Max Verstappen     | Sébastien Buemi Sérgio Sette Câmara Jüri Vips                                |
| McLaren F1 Team                        | McLaren       | McLaren MCL35                      | Renault E-Tech ZE.20               | P     | Andreas Seidl                 | 4  | Lando Norris       | Paul di Resta Oliver Turvey Will Stevens                                     |
| McLaren F1 Team                        | McLaren       | McLaren MCL35                      | Renault E-Tech ZE.20               | P     | Andreas Seidl                 | 55 | Carlos Sainz Jr.   | Paul di Resta Oliver Turvey Will Stevens                                     |
| Renault DP World F1 Team               | Renault       | Renault R.S.20                     | Renault E-Tech ZE.20               | P     | Cyril Abiteboul               | 3  | Daniel Ricciardo   | Sergey Sirotkin Zhou Guanyu Fernando Alonso                                  |
| Renault DP World F1 Team               | Renault       | Renault R.S.20                     | Renault E-Tech ZE.20               | P     | Cyril Abiteboul               | 31 | Esteban Ocon       | Sergey Sirotkin Zhou Guanyu Fernando Alonso                                  |
| Scuderia AlphaTauri Honda,             | AlphaTauri    | AlphaTauri AT01                    | Honda RA620H                       | P     | Franz Tost                    | 10 | Pierre Gasly       | Sérgio Sette Câmara Jüri Vips Yuki Tsunoda Marino Sato                       |
| Scuderia AlphaTauri Honda,             | AlphaTauri    | AlphaTauri AT01                    | Honda RA620H                       | P     | Franz Tost                    | 26 | Daniil Kvyat       | Sérgio Sette Câmara Jüri Vips Yuki Tsunoda Marino Sato                       |
| BWT Racing Point F1 Team               | Racing Point  | Racing Point RP20                  | BWT Mercedes F1 M11 EQ Performance | P     | Otmar Szafnauer               | 11 | Sergio Pérez       | Nick Yelloly Nico Hülkenberg                                                 |
| BWT Racing Point F1 Team               | Racing Point  | Racing Point RP20                  | BWT Mercedes F1 M11 EQ Performance | P     | Otmar Szafnauer               | 18 | Lance Stroll       | Nick Yelloly Nico Hülkenberg                                                 |
| BWT Racing Point F1 Team               | Racing Point  | Racing Point RP20                  | BWT Mercedes F1 M11 EQ Performance | P     | Otmar Szafnauer               | 27 | Nico Hülkenberg    | Nick Yelloly Nico Hülkenberg                                                 |
| Alfa Romeo Racing Orlen                | Sauber        | Alfa Romeo C39                     | Ferrari Tipo 065                   | P     | Frédéric Vasseur              | 7  | Kimi Räikkönen     | Robert Kubica Tatiana Calderón Callum Ilott                                  |
| Alfa Romeo Racing Orlen                | Sauber        | Alfa Romeo C39                     | Ferrari Tipo 065                   | P     | Frédéric Vasseur              | 99 | Antonio Giovinazzi | Robert Kubica Tatiana Calderón Callum Ilott                                  |
| Haas F1 Team                           | Haas          | Haas VF-20                         | Ferrari Tipo 065                   | P     | Günther Steiner               | 8  | Romain Grosjean    | Louis Delétraz Pietro Fittipaldi Mick Schumacher                             |
| Haas F1 Team                           | Haas          | Haas VF-20                         | Ferrari Tipo 065                   | P     | Günther Steiner               | 20 | Kevin Magnussen    | Louis Delétraz Pietro Fittipaldi Mick Schumacher                             |
| Haas F1 Team                           | Haas          | Haas VF-20                         | Ferrari Tipo 065                   | P     | Günther Steiner               | 51 | Pietro Fittipaldi  | Louis Delétraz Pietro Fittipaldi Mick Schumacher                             |
| ROKiT Williams Racing Williams Racing  | Williams      | Williams FW43                      | Mercedes-AMG F1 M11 EQ Performance | P     | Claire Williams Simon Roberts | 6  | Nicholas Latifi    | Roy Nissany Jack Aitken Jamie Chadwick Dan Ticktum                           |
| ROKiT Williams Racing Williams Racing  | Williams      | Williams FW43                      | Mercedes-AMG F1 M11 EQ Performance | P     | Claire Williams Simon Roberts | 63 | George Russell     | Roy Nissany Jack Aitken Jamie Chadwick Dan Ticktum                           |
| ROKiT Williams Racing Williams Racing  | Williams      | Williams FW43                      | Mercedes-AMG F1 M11 EQ Performance | P     | Claire Williams Simon Roberts | 89 | Jack Aitken        | Roy Nissany Jack Aitken Jamie Chadwick Dan Ticktum                           |

## Un calendrier de dix-sept courses évoluant en fonction de la crise sanitaire mondiale

### Le calendrier initial de 22 épreuves
Le 29 août 2019, le groupe Formula 1 publie le calendrier 2020 qui comporte un « record de vingt-deux Grands Prix », avec l'apparition du Grand Prix du Viêt Nam sur le tracé urbain de Hanoï, le retour du Grand Prix des Pays-Bas à Zandvoort (après une absence de 35 ans) et la disparition de la manche allemande à Hockenheim. Ce calendrier est validé par le conseil mondial de la FIA le 4 octobre 2019, avec des réserves concernant l'homologation des circuits de Zandvoort et du tracé urbain de Hanoï.
| no   | Date         | Grand Prix                    | Lieu              |
| ---- | ------------ | ----------------------------- | ----------------- |
| 1019 | 15 mars      | Grand Prix d'Australie        | Melbourne         |
| 1020 | 22 mars      | Grand Prix de Bahreïn         | Sakhir            |
| 1021 | 5 avril      | Grand Prix du Viêt Nam        | Hanoï             |
| 1022 | 19 avril     | Grand Prix de Chine           | Shanghai          |
| 1023 | 3 mai        | Grand Prix des Pays-Bas       | Zandvoort         |
| 1024 | 10 mai       | Grand Prix d'Espagne          | Barcelone         |
| 1025 | 24 mai       | Grand Prix de Monaco          | Monaco            |
| 1026 | 7 juin       | Grand Prix d'Azerbaïdjan      | Bakou             |
| 1027 | 14 juin      | Grand Prix du Canada          | Montréal          |
| 1028 | 28 juin      | Grand Prix de France          | Le Castellet      |
| 1029 | 5 juillet    | Grand Prix d'Autriche         | Spielberg         |
| 1030 | 19 juillet   | Grand Prix de Grande-Bretagne | Silverstone       |
| 1031 | 2 août       | Grand Prix de Hongrie         | Budapest          |
| 1032 | 30 août      | Grand Prix de Belgique        | Spa-Francorchamps |
| 1033 | 6 septembre  | Grand Prix d'Italie           | Monza             |
| 1034 | 20 septembre | Grand Prix de Singapour       | Singapour         |
| 1035 | 27 septembre | Grand Prix de Russie          | Sotchi            |
| 1036 | 11 octobre   | Grand Prix du Japon           | Suzuka            |
| 1037 | 25 octobre   | Grand Prix des États-Unis     | Austin            |
| 1038 | 1er novembre | Grand Prix du Mexique         | Mexico            |
| 1039 | 15 novembre  | Grand Prix du Brésil          | São Paulo         |
| 1040 | 29 novembre  | Grand Prix d'Abou Dabi        | Yas Marina        |

### Premiers reports
La pandémie de Covid-19, dont l'épicentre se trouve en Chine, provoque le report du Grand Prix sur le circuit de Shanghaï qui devait avoir lieu le 14 avril. « Tous les acteurs vont prendre le temps nécessaire pour étudier la viabilité d'une nouvelle date pour le Grand Prix, plus tard dans l'année, si la situation s'améliore », indique le communiqué publié le 12 février 2020 par les instances dirigeantes de la Formule 1.
Pour les mêmes raisons, le Grand Prix de Bahreïn, deuxième épreuve de la saison doit se dérouler à huis clos.

### Annulation du Grand Prix d'Australie et mise en suspens du championnat
Le 13 mars, à quelques heures des premiers essais à Melbourne, le Grand Prix d'Australie est annulé après concertation des chefs d'équipe, de la direction de la Formule 1, de l'organisateur de la course et de la FIA. Le même jour et toujours en raison de la pandémie, les Grands Prix de Bahreïn et du Viêt Nam (qui devaient constituer les deuxième et troisième manche du championnat) sont également reportés. Un communiqué de presse de la direction de la Formule 1 précise : « En conséquence, la Formule 1 et la FIA prévoient d'entamer le championnat en Europe fin mai mais, compte-tenu de la forte augmentation des cas de coronavirus en Europe ces derniers jours, cette option sera régulièrement réexaminée. » La date du lancement de la saison est fixée, sous réserve, à la fin mai,.
Ces bouleversements du calendrier provoquent également le décalage de la trêve estivale qui oblige les équipes et leurs personnels à cesser leurs activités ; celle-ci est décalée du mois d'août aux mois de mars et avril et allongée d'une semaine pour passer de 14 à 21 jours,. Ce changement permet à la FIA de libérer des dates en août pour introduire les Grands Prix reportés.

### Nouvelles annulations et reports de courses
Le 19 mars, les Grands Prix programmés en mai (Pays-Bas, Espagne et Monaco) sont reportés. « La Formule 1, la FIA et les trois promoteurs de ces Grand Prix ont pris ces décisions afin d'assurer la santé et la sécurité du personnel itinérant, des participants au championnat et des fans, ce qui reste notre principale préoccupation. Toutes les parties ont déclaré qu'elles étudieraient la viabilité de trouver des dates alternatives pour disputer les courses plus tard dans l'année », indique un communiqué des instances dirigeantes de la Formule 1. Le jour même, l'Automobile Club de Monaco annule le Grand Prix de Monaco en raison d'une situation sanitaire qui n'est « plus objectivement maîtrisable ».
Le 23 mars, le Grand Prix d'Azerbaïdjan (prévu le 7 juin) est à son tour reporté : les huit premières épreuves du calendrier 2020 sont soit reportées, soit annulées. Le début de la saison est donc repoussé au 14 juin avec le Grand Prix du Canada dont la tenue dépend entièrement de l'évolution de la pandémie,. Chase Carey, le patron de Liberty Media et de la Formule 1, déclare : « Bien qu'à l'heure actuelle, personne ne peut être certain du moment où la situation s'améliorera, elle s'améliorera, et quand ce sera le cas, nous serons prêts à courir à nouveau. Nous sommes tous déterminés à offrir à nos fans la saison 2020 du championnat. Nous sommes conscients que d’autres épreuves du calendrier sont susceptibles d’être reportées, mais nos partenaires et nous espérons toutefois que la saison pourra débuter à un moment ou l'autre de l’été avec un calendrier révisé entre 15 et 18 Grands Prix ».
Le 7 avril, la trêve estivale décalée est prolongée de 14 jours, étendant à 35 jours la période de cessation d'activité des écuries et des motoristes. Le report du Grand Prix du Canada est annoncé dans la soirée. Ross Brawn, le directeur technique et sportif de la F1, explique pour sa part que le championnat pourrait démarrer à l'été en Europe avec des Grand Prix à huis clos : « Nous pourrions mettre en place un environnement très sécurisé, avec des équipes ensemble dans les avions, des transports organisés sur les circuits, des tests réguliers pour tout le monde et faire en sorte qu’il n’y ait pas de risque pour tous ceux dans le paddock. La course se déroulerait sans spectateurs. Ce n'est pas super mais c’est mieux qu'aucune course du tout. Nous ne devons pas oublier qu’il y a des millions de gens qui suivent le sport dans leur canapé à la maison. Beaucoup d’entre eux sont confinés et le seront peut-être encore dans leur pays. Pouvoir lancer notre saison et divertir les gens serait un gros bonus dans cette crise que nous traversons ».
Le 13 avril, le président français Emmanuel Macron annonce qu'il ne pourra pas être organisé en France une manifestation, sportive ou autre, réunissant un large public, avant la mi-juillet, ce qui condamne le Grand Prix de France prévu le 28 juin à être disputé à huis clos, reporté ou annulé,,. La Fédération française du sport automobile ne se montre pas favorable à la tenue du Grand Prix à huis clos. Le 27 avril, les organisateurs décident de son annulation : « En raison des déclarations du président de la République visant à interdire les grands événements jusqu'au milieu du mois de juillet au minimum et à maintenir la fermeture de l'espace Schengen jusqu'à nouvel ordre, et des récentes décisions annoncées par le gouvernement français afin de lutter contre la propagation du virus Covid-19, le GIP Grand Prix de France - Le Castellet prend acte de l'impossibilité de maintenir le Grand Prix de France. »
Le 16 avril, le promoteur du Grand Prix automobile de Belgique de Formule 1 qui devait se dérouler le 30 août prend acte de la décision du gouvernement belge d'interdire les événements de masse jusqu'au 31 août en raison de la crise sanitaire ; la course est ainsi, dans un premier temps, reportée. Le 6 mai, le Conseil national de sécurité de Belgique fait un pas en arrière et limite l'interdiction des compétitions sportives au 31 juillet, ce dont pourrait profiter le Grand Prix de Belgique prévu le 30 août 2020. L'évolution des décisions gouvernementales permet au circuit d'obtenir, le 15 mai 2020, l'autorisation de l'organisation du Grand Prix aux dates initiales sous réserve de huis clos.
Jean Todt indique que la saison pourrait débuter en juillet par le Grand Prix d'Autriche tout en précisant : « Il n'est pas exclu que certains promoteurs organisent deux Grands Prix. » Ainsi, le Red Bull Ring comme Silverstone pourraient chacun accueillir deux courses à la suite et à huis clos.

### Nouveau projet de calendrier
Le 27 avril, Chase Carey, le propriétaire de la F1 publie un communiqué dans lequel il esquisse une première mouture du nouveau calendrier, comportant de 15 à 18 Grands Prix, les premiers d'entre-eux étant prévus à huis clos : « Nous visons de commencer le championnat en Europe aux mois de juillet, août et début septembre, la première course se tenant en Autriche le weekend du 3 au 5 juillet. Septembre, octobre et novembre nous verraient courir en Eurasie, en Asie et aux Amériques et nous finirions la saison dans les pays du Golfe avec Bahreïn avant le traditionnel final à Abou Dabi, ayant alors couru entre quinze et dix-huit courses. » Le lendemain, la trêve estivale décalée est une nouvelle fois prolongée, de 28 jours pour les écuries et de 14 pour les motoristes. La période de cessation d'activité s'étend à présent de 63 jours pour les écuries et à 49 jours pour les motoristes.
Le 7 mai, la FOM envisage de disputer des courses sur des circuits qui, originellement, n'étaient pas prévus au calendrier. Chase Carey déclare : « Nous travaillons sans relâche depuis l'Australie et nous sommes activement impliqués avec nos promoteurs dans l'élaboration d'un potentiel calendrier des courses pour 2020. Nous avons deux principaux défis à relever : identifier les lieux où nous pouvons organiser une course et déterminer comment y transporter toutes les parties prenantes nécessaires et leur matériel pour une course. Nous sommes en discussion avec tous nos promoteurs ainsi qu’avec certains circuits qui ne figurent pas actuellement sur notre calendrier 2020, afin de nous assurer que nous explorons toutes les options. » Toutefois, il qualifie cette option de « lointaine ».
Le 28 mai, le Grand Prix des Pays-Bas est la quatrième épreuve définitivement annulée, les organisateurs refusant la tenue de l'épreuve à huis clos. Deux jours plus tard, le gouvernement autrichien approuve le plan d'organisation de deux Grands Prix en Autriche les 5 et 12 juillet, avec la présence d'un nombre très restreint de spectateurs.
Le 1er juin, le maire de Monza, Dario Allevi, annonce que le Grand Prix d'Italie se tiendra comme prévu le 6 septembre (mais à huis clos) et la prolongation du contrat liant l'épreuve à la Formule 1 jusqu'en 2025.
Le 12 juin, les Grands Prix d'Azerbaïdjan, de Singapour et du Japon sont annulés. Concomitamment, Ross Brawn annonce que Bahreïn et Abou Dabi sont les deux destinations pressenties pour conclure la saison : « La possibilité existe d'avoir une saison européenne étendue, avec une ou deux autres courses si nécessaire. Je pense que Bahreïn et Abou Dabi concluront la saison, selon ce que nous pouvons voir pour le moment. Cela nous donne dix courses. Nous trouverons au final cinq ou six courses au milieu,. »
Le championnat 2020 ne se disputera pas obligatoirement sur les circuits prévus au départ, puisqu'il est question de poursuivre la saison européenne, dans la foulée du Grand Prix d'Italie le 6 septembre, au Mugello où Ferrari célèbrerait à domicile son 1000e Grand Prix en Formule 1, et également au Portugal sur l'Autódromo Internacional do Algarve de Portimão.

### Confirmation des dix premières épreuves de la saison, toutes en Europe
Le 2 juin, la direction de la Formule 1 annonce les huit premières courses de la saison, en Europe et sur six circuits à huis clos, avec deux épreuves en Autriche pour commencer ainsi que deux autres en Grande-Bretagne. Le circuit de Spielberg accueille le Grand Prix d'Autriche le 5 juillet et le Grand Prix de Styrie une semaine plus tard. Silverstone sera le théâtre du Grand Prix de Grande-Bretagne le 2 août puis du Grand Prix du 70e anniversaire, le 9 août. Dans un premier temps, le calendrier, qui devrait comporter de 15 à 18 épreuves, n'est établi que jusqu'au Grand Prix d'Italie à Monza, le 6 septembre.
Le 10 juillet, deux nouveaux Grands Prix sont officialisés. Le 13 septembre, le circuit du Mugello accueillera pour la première fois une manche du championnat du monde de Formule 1 lors de l'inédit Grand Prix de Toscane Ferrari 1000, nommé ainsi puisque la Scuderia Ferrari y disputera sa 1000e course en Formule 1. Le Grand Prix de Russie se voit confirmer sa date initiale du 27 septembre, portant le calendrier 2020 à 10 épreuves,.

### Calendrier définitif de dix-sept épreuves

Mappemonde représentant les pays accueillant un Grand Prix en 2020.

La direction de la Formule 1 annonce, le 24 juillet, l'annulation des quatre épreuves qui devaient se disputer sur le continent américain (les Grands Prix du Canada, du Mexique, des États-Unis et du Brésil) et l'inscription de trois nouveaux Grands Prix. Le 11 octobre, la Formule 1 revient sur le Nürburgring, dans le massif de l'Eifel pour le Grand Prix de l'Eifel puis, le 25 octobre, sera organisé le premier Grand Prix du Portugal depuis 1996 mais sur un nouveau circuit : l'Autódromo Internacional do Algarve à Portimão. Enfin, le 1er novembre, l'Autodromo Enzo e Dino Ferrari d'Imola retrouvera le championnat, quatorze années après sa précédente apparition. L'épreuve, baptisée Grand Prix d'Émilie-Romagne, du nom de la région où est situé le circuit, est la troisième course prévue en Italie cette saison. Contrairement aux autres, cette course est prévue sur deux journées seulement, sans que le format exact ne soit encore défini.
Le 25 août, le calendrier est définitivement entériné et compte finalement dix-sept Grands Prix. En effet, tandis que les Grands Prix de Chine et du Viêt Nam sont officiellement annulés, le Grand Prix de Turquie (dont la dernière édition remontait à 2011) fait son retour, sur l'Otodrom Istanbul Park, deux épreuves sont organisées sur le circuit international de Sakhir (Grand Prix de Bahreïn 2020 et Grand Prix de Sakhir) tandis que le Grand Prix d'Abou Dabi, bien que repoussé, demeure traditionnellement l'épreuve de clôture. Par ailleurs, la situation évolue concernant la tenue des épreuves à huis clos, puisque le promoteur de la Formule 1 annonce : « Nous pouvons confirmer que certaines courses seront ouvertes à un nombre limité de fans. »
| no   | Date         | Grand Prix                     | Lieu              | Vainqueur       | Écurie                    | Pole position   | Record du tour   | Pilote du jour   | Résumé |
| ---- | ------------ | ------------------------------ | ----------------- | --------------- | ------------------------- | --------------- | ---------------- | ---------------- | ------ |
| 1019 | 5 juillet    | Grand Prix d'Autriche          | Spielberg         | Valtteri Bottas | Mercedes                  | Valtteri Bottas | Lando Norris     | Alexander Albon  | Résumé |
| 1020 | 12 juillet   | Grand Prix de Styrie           | Spielberg         | Lewis Hamilton  | Mercedes                  | Lewis Hamilton  | Carlos Sainz Jr. | Sergio Pérez     | Résumé |
| 1021 | 19 juillet   | Grand Prix de Hongrie          | Budapest          | Lewis Hamilton  | Mercedes                  | Lewis Hamilton  | Lewis Hamilton   | Max Verstappen   | Résumé |
| 1022 | 2 août       | Grand Prix de Grande-Bretagne  | Silverstone       | Lewis Hamilton  | Mercedes                  | Lewis Hamilton  | Max Verstappen   | Lewis Hamilton   | Résumé |
| 1023 | 9 août       | Grand Prix du 70e anniversaire | Silverstone       | Max Verstappen  | Red Bull-Honda            | Valtteri Bottas | Lewis Hamilton   | Max Verstappen   | Résumé |
| 1024 | 16 août      | Grand Prix d'Espagne           | Barcelone         | Lewis Hamilton  | Mercedes                  | Lewis Hamilton  | Valtteri Bottas  | Sebastian Vettel | Résumé |
| 1025 | 30 août      | Grand Prix de Belgique         | Spa-Francorchamps | Lewis Hamilton  | Mercedes                  | Lewis Hamilton  | Daniel Ricciardo | Pierre Gasly     | Résumé |
| 1026 | 6 septembre  | Grand Prix d'Italie            | Monza             | Pierre Gasly    | AlphaTauri-Honda          | Lewis Hamilton  | Lewis Hamilton   | Pierre Gasly     | Résumé |
| 1027 | 13 septembre | Grand Prix de Toscane          | Mugello           | Lewis Hamilton  | Mercedes                  | Lewis Hamilton  | Lewis Hamilton   | Daniel Ricciardo | Résumé |
| 1028 | 27 septembre | Grand Prix de Russie           | Sotchi            | Valtteri Bottas | Mercedes                  | Lewis Hamilton  | Valtteri Bottas  | Max Verstappen   | Résumé |
| 1029 | 11 octobre   | Grand Prix de l'Eifel          | Nürburgring       | Lewis Hamilton  | Mercedes                  | Valtteri Bottas | Max Verstappen   | Nico Hülkenberg  | Résumé |
| 1030 | 25 octobre   | Grand Prix du Portugal         | Portimão          | Lewis Hamilton  | Mercedes                  | Lewis Hamilton  | Lewis Hamilton   | Sergio Pérez     | Résumé |
| 1031 | 1er novembre | Grand Prix d'Émilie-Romagne    | Imola             | Lewis Hamilton  | Mercedes                  | Valtteri Bottas | Lewis Hamilton   | Kimi Räikkönen   | Résumé |
| 1032 | 15 novembre  | Grand Prix de Turquie          | Istanbul          | Lewis Hamilton  | Mercedes                  | Lance Stroll    | Lando Norris     | Sebastian Vettel | Résumé |
| 1033 | 29 novembre  | Grand Prix de Bahreïn          | Sakhir            | Lewis Hamilton  | Mercedes                  | Lewis Hamilton  | Max Verstappen   | Romain Grosjean  | Résumé |
| 1034 | 6 décembre   | Grand Prix de Sakhir           | Sakhir            | Sergio Pérez    | Racing Point-BWT Mercedes | Valtteri Bottas | George Russell   | George Russell   | Résumé |
| 1035 | 13 décembre  | Grand Prix d'Abou Dabi         | Yas Marina        | Max Verstappen  | Red Bull-Honda            | Max Verstappen  | Daniel Ricciardo | Max Verstappen   | Résumé |

| Grand Prix                | Lieu         |
| ------------------------- | ------------ |
| Grand Prix d'Australie    | Melbourne    |
| Grand Prix du Viêt Nam    | Hanoï        |
| Grand Prix de Chine       | Shanghai     |
| Grand Prix des Pays-Bas   | Zandvoort    |
| Grand Prix de Monaco      | Monaco       |
| Grand Prix d'Azerbaïdjan  | Bakou        |
| Grand Prix du Canada      | Montréal     |
| Grand Prix de France      | Le Castellet |
| Grand Prix de Singapour   | Singapour    |
| Grand Prix du Japon       | Suzuka       |
| Grand Prix des États-Unis | Austin       |
| Grand Prix du Mexique     | Mexico       |
| Grand Prix du Brésil      | São Paulo    |

## Mesures spéciales permettant la tenue des épreuves
Cinq mesures principales sont prises pour la tenue des huit courses programmées en Europe :
1. Toutes les personnes présentes sur les circuits seront testées à leur arrivée et durant les épreuves ;
2. Les courses auront lieu à huis clos même si la F1 « espère que les fans pourront se joindre aux événements aussitôt qu'il sera sûr de pouvoir le faire » ;
3. Le personnel présent sur les circuits sera réduit au minimum dans les équipes et concernant les diffuseurs et les journalistes. Les personnels des écuries devront s'isoler des autres équipes ;
4. Les transports seront privés, chaque équipe testée avant son départ voyageant séparément dans des charters spécialement affrétés. Les transports vers les hôtels et les circuits se feront de la même manière ;
5. La distanciation sociale sera appliquée durant les courses. « Les activités d'avant et d'après-course, telles que l'hymne national, le parc fermé, les podiums et les cool rooms seront adaptés pour s'assurer que les distances de sécurité sont maintenues, il en ira de même pour les obligations médiatiques et les interviews[121]. »

En plus de ces mesures, pour respecter les consignes sanitaires :
- la cérémonie du podium se tiendra sur la grille avec les voitures des pilotes ;
- la parade des pilotes est remplacée par une interview individuelle des pilotes devant leur garage ;
- la présence sur la grille des FIA Future Stars (enfants accompagnant les pilotes lors de l'avant-course) devient virtuelle.

Ces mesures concernent tous les Grands Prix de la saison et pourront s'étendre en fonction de l'évolution de la situation sanitaire mondiale comme l'explique Ross Brawn : « C'est la nouvelle norme. Combien de temps cela va-t-il durer ? Nous ne savons pas, mais ce sera la nouvelle norme pour le reste de l'année, c'est certain. »

## Déroulement de la saison et faits marquants du championnat

### Un calendrier de dix-sept courses, dont treize en Europe

#### Grand Prix d'Autriche
Devant des gradins vides et dans des conditions drastiques pour tous les acteurs présents à Spielberg en raison des mesures prises dans le cadre de la crise sanitaire mondiale, Valtteri Bottas n'a besoin que d'une tentative en Q3 pour réaliser la douzième pole position de sa carrière, au volant d'une Mercedes W11 largement supérieure à la concurrence. Lewis Hamilton, auteur du deuxième temps à 12 millièmes de seconde de son coéquipier, est pénalisé d'un recul de trois places sur la grille pour ne pas avoir ralenti sous drapeau jaune lors de la sortie de piste de Bottas lancé dans sa deuxième tentative. Max Verstappen accompagne alors le Finlandais en première ligne et Lando Norris obtient sa meilleure place sur la grille avec sa McLaren MCL35, tout comme Alexander Albon qui complète la deuxième ligne. Hamilton part en troisième ligne aux côtés de Sergio Pérez. Charles Leclerc ne fait pas mieux que le septième temps, à neuf dixièmes de seconde de sa pole position de 2019 ; la Ferrari SF1000, souffrant d'un terrible déficit en vitesse de pointe, ne permet pas à Sebastian Vettel d'atteindre la troisième phase des qualifications : il s'élance onzième, en sixième ligne.
La course est intégralement menée par Bottas, suivi comme son ombre à partir du onzième tour par son coéquipier Hamilton qui ne trouve jamais l'ouverture, malgré trois relances consécutives à autant de sorties de la voiture de sécurité. Alors qu'une panne électronique élimine Verstappen au bout de onze tours et que le Grand Prix voit neuf pilotes abandonner, la course s'anime réellement avec la deuxième sortie de la voiture de sécurité à la suite de l'abandon de George Russell à vingt tours de l'arrivée. Leclerc, Albon et Norris, notamment, en profitent pour chausser des pneus frais alors que les trois premiers (Bottas, Hamilton et Pérez) n'ont pas cette opportunité, ayant déjà dépassé l'entrée de la voie des stands. La voiture de sécurité reprend une dernière fois la piste après la perte d'une roue pour Kimi Räikkönen et, à la relance au soixante-et-unième tour, Alexander Albon attaque Hamilton pour le gain de la deuxième place : il s'infiltre à l'extérieur du virage no 4, mais le Britannique l'expédie en tête-à-queue, ce qui lui vaut une pénalité de cinq secondes. Charles Leclerc, désormais le plus rapide en piste, dépasse tour à tour Lando Norris puis Sergio Pérez et, de façon inespérée compte tenu du niveau de performance de sa Ferrari, se retrouve troisième sur la piste puis dauphin du vainqueur finlandais à l'arrivée. À l'attaque du dernier tour, Norris, en quatrième position à plus de cinq secondes d'Hamilton, réalise le meilleur tour en course et obtient, à 20 ans, le premier podium de sa carrière.
Hamilton se classe quatrième devant Carlos Sainz Jr. et Sergio Pérez, lui aussi pénalisé de cinq secondes (pour excès de vitesse dans la voie des stands) ; suivent les Français Pierre Gasly et Esteban Ocon, qui marque quatre points pour son retour à la compétition. Antonio Giovinazzi amène son Alfa Romeo au neuvième rang et Sebastian Vettel (parti en tête-à-queue au 31e tour pour une attaque trop optimiste sur Sainz) prend le dernier point en jeu.
Grâce à la huitième victoire de sa carrière, Bottas prend la tête du championnat avec 25 points devant Charles Leclerc (18 points) et Lando Norris (16 points dont le point supplémentaire du meilleur tour en course). Hamilton démarre sa quête d'un septième titre avec un capital de 12 points. L'écurie Mercedes Grand Prix prend les devants au championnat constructeurs avec 37 points, devant McLaren (26 points), Ferrari (19 points) et Racing Point (8 points) ; suivent Renault (6 points), AlphaTauri (4 points) et Alfa Romeo (2 points), Red Bull, Haas et Williams n'ayant pas marqué. Le plateau de la Formule 1 reste sur place pour y disputer, une semaine plus tard, le Grand Prix de Styrie, deuxième manche du championnat.

#### Grand Prix de Styrie
Le samedi, des pluies torrentielles provoquent l'annulation de la troisième séance d'essais libres puis menacent les qualifications qui se disputent finalement avec 46 minutes de retard, sur une piste gorgée d'eau. Les pilotes chaussent les pneus pluie et Lewis Hamilton survole la troisième phase, repoussant Max Verstappen à plus d'une seconde pour obtenir la 89e pole position de sa carrière et battre le record de saisons consécutives avec au moins une pole position, avec quatorze. Dans ces conditions à visibilité et adhérence réduites, Carlos Sainz Jr. devance Valtteri Bottas en deuxième ligne ; suivent Esteban Ocon et Alexander Albon en troisième ligne, puis Pierre Gasly et Daniel Ricciardo en quatrième ligne devant Lando Norris, auteur du sixième temps mais pénalisé d'un recul de trois places. Décevantes sur piste sèche, les Ferrari SF1000 le sont également sur le mouillé : Sebastian Vettel obtient le dixième temps après d'être qualifié de justesse en Q3, où Charles Leclerc n'entre pas. Dans des conditions difficiles, George Russell réalise la meilleure performance en qualifications pour Williams depuis le Grand Prix d'Italie 2018 et s'élance de la onzième place.
Jamais inquiété, Lewis Hamilton remporte la 85e victoire de sa carrière : cela fait désormais quatorze saisons consécutives où il remporte au moins une victoire. Le sextuple champion du monde mène soixante-trois des 71 tours de la course, ne laissant les commandes à son coéquipier Valtteri Bottas qu'entre leurs arrêts aux stands. Bottas, deuxième, permet à Mercedes Grand Prix d'obtenir le 54e doublé de son histoire. Max Verstappen tente de perturber la stratégie des Mercedes en s'arrêtant le premier puis conserve sa deuxième place malgré un aileron abîmé ; il s'incline devant Bottas au soixante-septième tour et monte sur le 32e podium de sa carrière.
Parti dix-septième, Sergio Pérez, au volant d'une Racing Point RP20 très rapide, effectue de nombreux dépassements et revient à la portée de la quatrième place d'Alexander Albon à deux tours de l'arrivée ; il abîme son aileron avant en tentant de le dépasser. Grâce à une stratégie efficace, Lando Norris double trois pilotes dans les deux derniers tours, dont Pérez dans le dernier virage, pour se classer cinquième. Malgré les dommages de sa monoplace, le Mexicain conserve la sixième place pour quelques centièmes de seconde devant Lance Stroll et Daniel Ricciardo et est élu « pilote du jour ». À un tour du vainqueur, Carlos Sainz Jr., pénalisé par un arrêt au stand raté, prend les deux points de la neuvième place et le point bonus du meilleur tour en course. Daniil Kvyat prend le point restant. Pour les Ferrari, la course s'achève dès le troisième virage quand Charles Leclerc tente un dépassement au cœur du peloton et percute son coéquipier Sebastian Vettel, concluant un weekend déjà décevant par un double abandon.
Valtteri Bottas conserve les commandes du championnat pilotes avec 43 points, devant Lewis Hamilton (37 points), Lando Norris (26 points), Charles Leclerc (18 points), Sergio Pérez (16 points) et Max Verstappen (15 points). Mercedes Grand Prix conserve la tête du championnat des constructeurs avec 80 points, devant McLaren (39 points), Red Bull (27 points) et Racing Point (22 points), toutes deux passées devant Ferrari (19 points) ; suivent Renault (8 points), AlphaTauri (7 points) et Alfa Romeo (2 points), Haas et Williams n'ayant pas marqué.

#### Grand Prix de Hongrie
Lors des qualifications, les Mercedes W11 se montrent intouchables et Lewis Hamilton porte son record à 90 pole positions, soit une moyenne de 6,42 départs en tête par saison depuis ses débuts en 2007. Pour ce faire, il bat trois fois le record de la piste, d'abord en Q2, puis lors de ses deux tentatives en Q3, pour devancer de justesse son coéquipier Valtteri Bottas qui termine à 107 millièmes de seconde. Derrière les Mercedes, les deux Racing Point occupent la deuxième ligne à une seconde du meilleur temps, Lance Stroll devançant Sergio Pérez grâce à la meilleure qualification de sa carrière. Regroupés en quelques millièmes de seconde, les pilotes Ferrari sont en troisième ligne, Sebastian Vettel plus rapide que Charles Leclerc. En pole position en 2019, Max Verstappen se débat avec sa RB16 et ne réalise que le septième temps pour partir en quatrième ligne devant Lando Norris, Carlos Sainz Jr. et Pierre Gasly occupant la cinquième ligne.
Lewis Hamilton fait cavalier seul durant toute la course, s'autorisant même un arrêt au stand à quatre tours de l'arrivée pour chausser des pneus tendres et s'emparer du record du tour, ce qui lui offre un hat trick en plus d'une 86e victoire qui le rapproche à cinq succès du record de Michael Schumacher. En s'imposant pour la huitième fois en Hongrie, il égale le record du nombre de victoires sur un même circuit de Schumacher. Sa supériorité est telle qu'avant son arrêt pour chasser le meilleur tour, il a repoussé tout le plateau, sauf Max Verstappen et Valtteri Bottas, à un tour.
Verstappen vit un dimanche contrasté : sur une piste détrempée après une averse, il sort de la piste pendant le tour de chauffe, percute un mur de pneus et abîme l'avant de sa RB16, contraignant ses mécaniciens à réparer sa voiture sur la grille en vingt minutes. Tous les pilotes partent en pneus intermédiaires, et il bondit au feu vert, gagne quatre places au départ pour se retrouver en troisième position derrière Hamilton et Stroll. La piste séchant rapidement, les voitures regagnent les stands au bout de quatre tours pour passer les gommes lisses. Dans la manœuvre, Verstappen dépasse Stroll puis conserve la deuxième position jusqu'au dernier tour. Bottas, qui a perdu quatre places au départ, remonte au troisième rang au trente-sixième tour et le menace sans parvenir à le dépasser ; il termine sur le podium, devant Stroll et Alexander Albon (parti treizième), qui finissent dans le même tour que le vainqueur, alors que Vettel sixième suivi par Pérez, Ricciardo, Sainz et Kevin Magnussen sont à un tour. Ce dernier bénéficie du coup tactique de Haas au départ pour inscrire le premier point de l'équipe en 2020 : en changeant de pneus dès la fin du tour de formation, Magnussen se retrouve troisième et Romain Grosjean quatrième au bout de cinq boucles ; s'ils ne peuvent résister aux voitures plus rapides, le Danois parvient toutefois à rester dans les points jusqu'au drapeau à damier. Charles Leclerc, qui ne cesse de se plaindre à la radio, termine hors des points à la onzième place.
Lewis Hamilton prend la tête du championnat pilotes avec 63 points, délogeant son coéquipier Bottas, deuxième avec 58 points. Avec son deuxième podium consécutif, Max Verstappen s'installe au troisième rang avec 33 points, devant Lando Norris (26 points). Au championnat des constructeurs, Mercedes est en tête avec 121 points, plus du double de Red Bull (55 points). McLaren est troisième avec 41 points, devant Racing Point (40 points) et Ferrari (27 points). Haas ayant inscrit un point, seul Williams n'a pas encore marqué dans ce championnat.

#### Grand Prix de Grande-Bretagne
Les Mercedes W11 peintes en noir se montrent à nouveau intouchables dans l'exercice des qualifications où Lewis Hamilton bat deux fois le record de la piste en réalisant la 91e pole position de sa carrière, sa troisième consécutive en 2020, devenant ainsi le seul pilote à compter sept départs en tête à Silverstone et dans un Grand Prix à domicile. Il devance de 313 millièmes de seconde son coéquipier Valtteri Bottas après sa deuxième tentative en Q3 ; à plus d'une seconde, Max Verstappen réalise le troisième temps pour partir en deuxième ligne devant Charles Leclerc qui considère sa quatrième place sur la grille au volant de sa Ferrari SF1000 comme « inespérée ». Auteur du cinquième temps, Lando Norris est aux côtés de Lance Stroll en troisième ligne, devant Carlos Sainz Jr., Daniel Ricciardo en quatrième ligne; suivis d'Esteban Ocon et Sebastian Vettel, dixième à plus de deux secondes d'Hamilton.
Menant, pour la vingtième fois de sa carrière, la course de bout en bout, Lewis Hamilton s'impose sur trois roues : dans le dernier tour, il crève à l'avant-gauche, comme son coéquipier Valtteri Bottas et Carlos Sainz deux boucles avant lui. Le pneu avant-gauche de Bottas explosant alors qu'il vient de passer la ligne droite des stands au cinquantième tour, il doit parcourir tout le circuit dans ces conditions avant de regagner son garage. L'avance d'Hamilton est telle qu'il peut parcourir son ultime demi-tour de circuit sur trois roues, au ralenti, pour remporter la 87e victoire de sa carrière, sa troisième consécutive de la saison. Cette septième victoire à Silverstone lui permet de battre le record du nombre de succès lors de son Grand Prix national qu'il codétenait avec Alain Prost (six succès au Grand Prix de France). En prenant 25 points d'avance à Bottas, qui a roulé à moins de deux secondes derrière lui durant toute la course et termine hors des points, Hamilton possède désormais un avantage de 30 points sur son coéquipier.
Max Verstappen aurait pu gagner si, après avoir dépassé Bottas en difficulté, il ne s'était pas arrêté dans l'avant-dernière boucle, sa deuxième place désormais assurée, pour chausser des pneus tendres et obtenir le meilleur tour en course ; ce passage au stand lui coûte la victoire puisqu'il échoue à cinq secondes du vainqueur. Charles Leclerc, bien que longtemps isolé à la quatrième place, finit sur le podium grâce à la bonne gestion de son train de pneus durs avec une voiture bénéficiant de très peu d'appui pour gagner en performance.
Lors d'une épreuve ponctuée au début par deux sorties de la voiture de sécurité, les Renault se montrent à leur avantage au sein du peloton, avec plusieurs dépassements qui permettent à Daniel Ricciardo de se classer quatrième et à Esteban Ocon de prendre la sixième place, derrière Lando Norris qui suivait son coéquipier Sainz, victime d'une crevaison alors qu'il était cinquième. Au volant de son AlphaTauri, Pierre Gasly réalise une belle course pour se classer septième. Alexander Albon, dernier en début de course et pénalisé de cinq secondes pour avoir percuté et éliminé Kevin Magnussen au départ, remonte jusqu'à la huitième place. En difficulté avec sa Racing Point RP20, Lance Stroll voit plusieurs pilotes le dépasser et termine neuvième. Enfin, Sebastian Vettel, qui a vécu une course pénible, cédant aux attaques de Gasly puis d'Albon en fin d'épreuve, ne doit le point de sa dixième place qu'aux crevaisons de Bottas et de Sainz. Après son passage par les stands, Bottas tente d'ailleurs de lui subtiliser ce point dans les ultimes virages mais le pilote allemand se défend chèrement.
Avec 88 points, Lewis Hamilton prend le large au classement du championnat du monde tandis que Valtteri Bottas (58 points) voit Max Verstappen se rapprocher à six points. Lando Norris (36 points) conserve sa quatrième place mais Charles Leclerc (33 points) le menace après son deuxième podium de la saison. Chez les constructeurs Mercedes continue sa course en tête avec 146 points devant Red Bull (78 points), McLaren (51 points), Ferrari (43 points), Racing Point (42 points) et Renault (32 points). Seule l'écurie Williams n'a pas encore marqué dans ce championnat.

#### Grand Prix du70eanniversaire
En qualifications, la hiérarchie bouge par rapport à la semaine précédente et les monoplaces se montrent moins rapides sur le tour de 5,891 km ; rien ne change toutefois quant à la domination implacable des Mercedes W11 sur le reste du plateau. Lors des dernières tentatives des dix pilotes en lice en Q3, Valtteri Bottas parvient, en 1 min 25 s 154, à battre son coéquipier Lewis Hamilton de 63 millièmes de seconde pour obtenir la treizième pole position de sa carrière, sa deuxième de la saison. Son temps est à huit dixièmes de seconde de celui réalisé en qualifications par Hamilton sept jours plus tôt. Le seul pilote à tout juste moins d'une seconde des Flèches d'Argent est Nico Hülkenberg, remplaçant au pied levé de Sergio Pérez au volant de la Racing Point RP20, qui devance Max Verstappen sur la deuxième ligne. Daniel Ricciardo, qui place sa Renault R.S.20 en troisième ligne avec le cinquième temps, est accompagné par Lance Stroll. Sur la quatrième ligne, Pierre Gasly devance Charles Leclerc qui concède une seconde et demie à Bottas, et dont le coéquipier Sebastian Vettel part douzième sans avoir réussi à s'extraire de la Q2. La cinquième ligne est composée d'Alexander Albon et Lando Norris.
Grâce à une stratégie impeccable et en évitant de faire surchauffer ses pneus comme les pilotes Mercedes, Max Verstappen met un terme à leur hégémonie dans ce championnat en remportant la neuvième victoire de sa carrière. Ayant réussi à s'extraire de la Q2 en pneus durs, il s'installe au troisième rang en déposant Nico Hülkenberg dès l'extinction des feux rouges, puis profite de ses gommes blanches pour prendre la tête de la course au quinzième tour, après les arrêts au stand de Bottas et Hamilton. Non seulement il continue en piste mais il se montre plus rapide que ses rivaux chaussés de neuf dont les pneus se mettent rapidement à cloquer, et creuse un écart important. Au vingt-sixième tour, il s'arrête enfin ; il ressort juste derrière Bottas, le dépasse immédiatement et conserve la tête de la course. Après seulement huit tours, le Néerlandais retourne au stand pour se débarrasser de ses pneus medium et reprendre des gommes dures, repartant derrière Hamilton qui ne peut aller au bout de la course avec un seul arrêt et doit à nouveau changer ses pneus au quarante-et-unième tour. Dès lors, Verstappen contrôle facilement les débats et s'envole vers la victoire tandis qu'Hamilton, ressorti en quatrième position, dépasse Leclerc puis son coéquipier pour prendre la deuxième place agrémentée du meilleur tour en course. Par ailleurs, le sextuple champion du monde obtient son 155e podium, atteignant le total record de Michael Schumacher. Bottas, contraint de suivre la stratégie de Verstappen sur un deuxième arrêt au trente-deuxième tour, termine troisième.
En indiquant « Plan C, plan C ! » à ses ingénieurs, Charles Leclerc les convainc d'effectuer une course à un seul arrêt, bouclant les trente-quatre derniers tours avec le même train de pneus durs. Cela lui vaut de rouler en troisième position à dix tours de l'arrivée et même de se rapprocher de Bottas. Il ne peut néanmoins rien faire face au retour d'Hamilton dans les dernières boucles et finit en quatrième position. Nico Hülkenberg effectue un troisième arrêt en fin de course et laisse la cinquième place à Alexander Albon, auteur d'une belle remontée, et la sixième à Lance Stroll. Parti de loin, Esteban Ocon se fraye un chemin vers la huitième place en n'effectuant lui aussi qu'un seul arrêt ; il passe la ligne d'arrivée devant Lando Norris et Daniil Kvyat. Toujours en délicatesse avec sa SF1000, Sebastian Vettel part en tête-à-queue dans le premier tour et achève l'épreuve au douzième rang.
Au championnat du monde, Lewis Hamilton mène toujours largement les débats avec 107 points tandis que Max Verstappen, à 30 unités (77 points), subtilise la deuxième place à Valtteri Bottas (73 points). Charles Leclerc (45 points) remonte au quatrième rang, dépassant Lando Norris (38 points) talonné par Alexander Albon (36 points), alors que Lance Stroll s'installe à la septième place (28 points) devant son coéquipier absent Sergio Pérez (22 points) ; son remplaçant Nico Hülkenberg marque 6 points et occupe la 14e place du classement. Chez les constructeurs, Mercedes totalise désormais 180 points et devance Red Bull (113 points), Ferrari (55 points), McLaren (53 points), Racing Point (41 points) et Renault, sixième avec 36 points. Williams reste la seule écurie à ne pas avoir marqué.

#### Grand Prix d'Espagne
La course prévue le 10 mai est reportée. Mais le 2 juin 2020, la FOM annonce officiellement le nouveau calendrier européen et l'épreuve espagnole est programmée pour le 16 août.
Jusqu'à présent cette saison, la pole position se résume à une explication entre les pilotes Mercedes, la troisième place revenant souvent au même pilote Red Bull. C'est encore le cas à Barcelone où tout se joue lors de la première tentative des dix meilleurs lors de la troisième phase des qualifications : Lewis Hamilton devance Valtteri Bottas de 59 millièmes de seconde, porte le score à 4-2 face à son coéquipier en termes de départs en tête cette année, et établit son record à 92 pole positions. Max Verstappen, à nouveau troisième, est encore à plus d'une demi-seconde (708 millièmes) et les écarts sont serrés puisque les sept autres pilotes sont dans la même seconde que lui. De retour de quarantaine après avoir été positif au Covid-19 et manqué les deux courses à Silverstone, Sergio Pérez, quatrième, accompagne Verstappen en deuxième ligne. Lance Stroll place l'autre « Mercedes Rose » sur la troisième ligne, devant la Red Bull d'Alexander Albon ; ils sont suivis par les McLaren de Carlos Sainz et Lando Norris en quatrième ligne. Charles Leclerc, neuvième devance Pierre Gasly alors qu'une nouvelle fois, son coéquipier Sebastian Vettel ne s'extrait pas de la Q2, pas plus que les pilotes Renault Daniel Ricciardo et Esteban Ocon.
Seuls trois pilotes terminent dans le même tour à l'arrivée de la sixième manche de la saison : le vainqueur Lewis Hamilton, son dauphin Max Verstappen et Valtteri Bottas, qui se classe troisième après avoir manqué son départ. Hamilton, qui mène intégralement un Grand Prix pour la vingt-et-unième fois, s'impose pour la quatrième fois consécutive sur le circuit barcelonais et remporte sa 88e victoire, la quatrième en six courses disputées en 2020. Désormais seul recordman du nombre de podiums (156), il est en mesure, selon son rythme actuel, de dépasser dès cette année le record de 91 victoires de Michael Schumacher. Sa voiture n'ayant pas été affectée par les problèmes de surchauffe des pneumatiques qui avaient entravé sa marche en avant à Silverstone une semaine plus tôt, sa victoire n'a souffert d'aucune contestation. Pour les accessits, tout se joue au départ lorsque Verstappen prend d'emblée la deuxième place. Le ballet des arrêts au stand (deux pour chacun) ne change rien : il parvient à s'intercaler entre les deux Mercedes, à 24 secondes du vainqueur. Bottas, en obtenant le meilleur tour en course dans la dernière boucle, remporte le point bonus en privant son coéquipier d'un hat trick et du chelem.
Auteur d'un excellent départ, Lance Stroll dépasse Bottas au premier virage mais ne peut lui résister que durant cinq tours et termine cinquième sous le drapeau à damier ; il est ensuite reclassé à la quatrième place, son coéquipier Sergio Pérez qui termine devant lui grâce à sa stratégie à un seul arrêt, étant pénalisé de cinq secondes pour avoir ignoré les drapeaux bleus quand Hamilton lui prenait un tour. Carlos Sainz Jr. prend la sixième place devant Sebastian Vettel, qui a roulé en cinquième position en n'effectuant qu'un seul arrêt, mais n'a pu résister dans les dix derniers tours à la Racing Point de Stroll et à la McLaren du pilote espagnol. En revanche, il tient Alexander Albon en respect jusqu'à l'arrivée. Huitième, le pilote Thaïlandais précède Pierre Gasly, Lando Norris et Daniel Ricciardo onzième, tous finissant en formation serrée derrière Vettel, élu « pilote du jour ». Charles Leclerc est le seul à abandonner, au bout de trente-huit tours, quand un problème électrique éteint l'écran de son volant, provoque le blocage brutal de ses roues arrière et un tête-à-queue.
Hamilton (132 points) devance de 37 points Verstappen (95 points) au classement du championnat du monde. Bottas suit avec 89 points et Leclerc reste quatrième (45 points). Stroll et Albon (40 points chacun) dépassent Norris (39 points), qui précède Pérez, huitième avec 32 points, Sainz (23 points), Ricciardo (20 points), Vettel et Ocon (16 points). Mercedes poursuit son cavalier seul en tête du championnat des constructeurs (221 points) et Red Bull consolide sa deuxième place (135 points), loin devant Racing Point (63 points), McLaren (62 points) et Ferrari qui rétrograde au cinquième rang (61 points).

#### Grand Prix de Belgique
Compte-tenu de la pandémie de Covid-19, la course prévue le 30 août 2020 est dans un premier temps reportée par le promoteur du circuit,. L'évolution des décisions gouvernementales permet au circuit d'obtenir, le 15 mai 2020, l'autorisation de l'organisation du Grand Prix aux dates initiales du 28 au 30 août, sous réserve de huis clos. Le Grand Prix de Belgique se retrouve donc programmé à la même date que d'habitude, à la différence qu'il aurait dû s'agir de la quatorzième manche alors que cette course est la septième de la saison.
Lewis Hamilton part pour la sixième fois en pole position sur le circuit de Spa-Francorchamps. Son 93e départ en tête est son cinquième de la saison en sept Grands Prix. Cette fois, il se montre intouchable lors des trois phases, battant deux fois le record de la piste en Q3, reléguant son coéquipier Valtteri Bottas de plus d'une demi-seconde pour une première ligne à nouveau verrouillée par les Mercedes W11 qui n'ont pas encore été battues en qualifications cette année. Comme souvent, Max Verstappen part derrière eux, à quinze millièmes de seconde de Bottas, accompagné en deuxième ligne par Daniel Ricciardo. Les Renault R.S.20 sont en verve sur le circuit ardennais puisque Esteban Ocon est en troisième ligne avec le sixième temps, devancé par Alexander Albon. Les quatrième et cinquième lignes sont panachées par les McLaren et les Racing Point :  Carlos Sainz Jr. précède Sergio Pérez et Lance Stroll devance Lando Norris. Parties de la première ligne en 2019, les Ferrari traversent une période difficile, loin de leurs temps de l'année dernière ; les SF1000 passent tout juste en Q2 et ne s'en extraient pas : Charles Leclerc part treizième et Sebastian Vettel quatorzième.
Lewis Hamilton le dit lui-même : « Je me sens meilleur que jamais. » Le sextuple champion du monde, qui mène la course de bout en bout pour la vingt-deuxième fois de sa carrière, n'est jamais inquiété et bat le record de Michael Schumacher avec 24 297 kilomètres en tête d'une course depuis ses débuts en 2007. Il remporte sa 89e victoire, sa cinquième en sept courses cette année. Le record de 91 succès de Schumacher, qui paraissait inaccessible, est désormais à sa portée, dix Grands Prix restant à courir en 2020. Valtteri Bottas assure le cinquante-cinquième doublé de Mercedes tandis que Max Verstappen partage pour la dixième fois le podium avec les Flèches d'Argent (la cinquième fois cette saison). Ces trois pilotes évoluent loin des autres durant les quarante-quatre tours d'une épreuve neutralisée au onzième tour après la sortie de piste d'Antonio Giovinazzi ; George Russell, juste derrière, ne peut éviter une roue baladeuse de l'Alfa Romeo. La sortie de la voiture de sécurité, pour permettre le ramassage des nombreux débris projetés sur la piste, permet à presque tous les pilotes d'effectuer leur seul arrêt, à l'exception notable de Pierre Gasly qui a pris le pari de s'élancer en pneus durs et voit sa stratégie fortement contrariée. Il se retrouve toutefois en quatrième position avant de céder aux attaques de Daniel Ricciardo puis d'Alexander Albon et de regagner son stand au vingt-cinquième tour. Reparti seizième, il remonte jusqu'au huitième rang à la faveur de beaux dépassements qui lui valent d'être élu « pilote du jour ».
Les Renault démontrent leur forme sur ce tracé rapide qui demande peu d'appui aérodynamique : quatrième sur la grille, Daniel Ricciardo l'est également à l'arrivée et s'offre le meilleur tour en course dans la dernière boucle (le premier en dix ans pour Renault) privant Hamilton du Hat Trick et du chelem. Esteban Ocon dépasse Albon dans ce dernier tour pour le gain de la cinquième place : avec 23 points, l'écurie française obtient son meilleur résultat depuis son retour en Formule 1 en 2016. Lando Norris, qui s'est joué des deux Racing Point, se classe septième devant Gasly ; Lance Stroll et Sergio Pérez prennent les points restants. Pour Ferrari, les choses vont de mal en pis ; auteur d'un excellent départ, Charles Leclerc, huitième dans le premier tour, n'a aucun moyen de résister aux voitures plus rapides que la sienne : les Racing Point, la McLaren (Carlos Sainz n'ayant pas pris le départ) et les Alpha Tauri. Sa stratégie à deux arrêts n'y change rien et il finit quatorzième, derrière son coéquipier Sebastian Vettel, qui n'a jamais entrevu les points durant la course ; les deux SF1000 ne se sont pas non plus montrées en mesure de prendre le meilleur sur l'Alfa Romeo de Kimi Räikkönen, douzième et qui a dépassé Vettel à deux reprises durant l'épreuve.
Avec 157 points, Lewis Hamilton file vers son septième titre mondial : il en possède désormais 47 d'avance sur Max Verstappen (110 points) et 50 sur Bottas (107 points). Alexander Albon (48 points) dépasse Charles Leclerc qui précède Norris à égalité de points (45) ; ils sont suivis par Lance Stroll (42 points). Daniel Ricciardo (33 points) remonte au huitième rang et devance Sergio Pérez (à égalité de points) ; Esteban Ocon, avec 26 points, s'installe à la dixième place. Au championnat des constructeurs, Mercedes, avec 264 points, possède une avance de 106 unités sur Red Bull (158 points) et entrevoit d'ores et déjà un septième titre consécutif. Loin derrière, McLaren monte sur le podium (68 points) devant Racing Point (66 points). Au cinquième rang, Ferrari (61 points) est désormais menacé par Renault (59 points). Williams reste la seule écurie à n'avoir pas encore marqué.

#### Grand Prix d'Italie
L'interdiction du « mode fête » et l'obligation de rouler avec une cartographie moteur unique durant l'ensemble du weekend de course ne change rien au déroulement des qualifications concernant les Mercedes W11, bien au contraire : Lewis Hamilton et Valtteri Bottas sont seuls au monde pour la conquête de la pole position sur le « temple de la vitesse ». Ils battent tous les deux le précédent record du tour le plus rapide de l'histoire de la Formule 1, établi par Kimi Räikkönen à Monza en 2018. À la vitesse moyenne de 264,363 km/h, Hamilton obtient sa 94e pole position, sa sixième de l'année (contre cinq au total en 2019), devançant son coéquipier de 69 millièmes de seconde. Contrairement à leurs rivaux, ils n'ont pas eu besoin de chercher l'aspiration de pilotes roulant devant eux pour gagner du temps et ont préféré évoluer dans un air non perturbé dans les lignes droites, les qualités de leur voiture dans les virages et les chicanes leur conférant un avantage important.
Le plus rapide derrière eux, à huit dixièmes de seconde, est Carlos Sainz Jr., accompagné en deuxième ligne par Sergio Pérez. Max Verstappen, à presque une seconde de Hamilton, ne réalise que le cinquième temps et part en troisième ligne avec Lando Norris. Daniel Ricciardo et Lance Stroll occupent la quatrième ligne, Alexander Albon et Pierre Gasly complétant la liste des pilotes qui ont atteint la troisième phase des qualifications. Ferrari déplore son pire résultat en qualifications à Monza où Sebastian Vettel, éliminé en Q1, s'élance du dix-septième rang tandis que Charles Leclerc, qui atteint la Q2 de justesse, s'élance treizième, un an après avoir réalisé la pole position et obtenu la victoire.
Des circonstances exceptionnelles permettent à Pierre Gasly de remporter sa première victoire en Formule 1 pour son cinquante-cinquième départ. Né en 1996, l'année du dernier succès d'un Français en Formule 1 (Olivier Panis au Grand Prix de Monaco), il devient le 109e vainqueur de la discipline et le treizième français ainsi qu'à 24 ans, le plus jeune pilote victorieux de son pays. La Scuderia AlphaTauri remporte également son premier succès, ou le deuxième de l'équipe basée à Faenza qui, sous la dénomination Scuderia Toro Rosso, avait gagné à Monza avec en 2008 grâce à Sebastian Vettel. Carlos Sainz Jr., deuxième après avoir pourchassé Gasly en fin de course, et Lance Stroll, troisième, complètent un podium totalement inédit. Aucune autre écurie que Mercedes, Red Bull ou Ferrari ne s'était imposée depuis le Grand Prix d'Australie 2013, et ne pas trouver un pilote d'une de ces trois équipes sur le podium remonte au Grand Prix de Hongrie 2012.
Gasly, dixième sur la grille, voit Lewis Hamilton s'échapper d'entrée de jeu alors que Valtteri Bottas, qui rate son envol, se retrouve sixième après un tour et que Carlos Sainz Jr. roule en deuxième position. Alors qu'Hamilton caracole en tête, la course s'anime après vingt tours quand Kevin Magnussen, en panne non loin de la voie d'entrée des stands, se gare au bord de la piste ce qui provoque la sortie de la voiture de sécurité et la fermeture temporaire de la pitlane. Juste avant, Gasly a troqué ses gommes tendres pour des pneus durs. Hamilton et Antonio Giovinazzi commettent tous deux l'erreur de rentrer au stand, manœuvre temporairement prohibée. Après trois tours derrière la voiture de sécurité, la voie des stands est enfin libérée et la plupart des autres pilotes procèdent à leur changement de pneus. À la relance de l'épreuve, tous les concurrents repartent à pleine allure mais au vingt-quatrième tour, Charles Leclerc désormais quatrième, perd l'arrière de sa SF1000 dans la Parabolica et l'écrase violemment dans les pneus. Après plusieurs tours de neutralisation, la course est interrompue sur drapeau rouge pour permettre la réparation du mur de pneus, alors que la sanction tombe pour Hamilton et Giovinazzi sous la forme d'un stop-and-go de dix secondes. Les pilotes pouvant en profiter pour changer leurs gommes, Gasly choisit des medium, tout comme Lance Stroll qui ne s'était pas encore arrêté et bénéficie d'un « arrêt gratuit ».
Une nouvelle procédure de départ est lancée au vingt-huitième tour ; sur la grille, Hamilton devance Stroll, Gasly, Räikkönen, Giovinazzi, Sainz, Norris et Bottas. Stroll rate son départ, permettant à Gasly d'occuper la deuxième place à la première chicane. Lorsqu'Hamilton et Giovinazzi observent leurs pénalités et repartent en queue de peloton, Pierre Gasly se retrouve en tête de la course. Sainz déborde rapidement Stroll, puis Räikkönen au trente-quatrième tour, et se lance à sa poursuite. Le Français réussit à garder plus d'une seconde d'avance sur son rival afin de l'empêcher d'entrer dans la zone d'utilisation de son aileron arrière mobile et se décale dans les lignes droites pour le priver d'aspiration mais, au dernier tour, la McLaren peut enfin abaisser son aileron. L'Espagnol n'est toutefois jamais en mesure de porter une attaque franche et Gasly ainsi que toute son équipe peuvent exulter ; battu de quatre dixièmes de seconde, Sainz obtient lui aussi le meilleur résultat de sa carrière.
Lance Stroll, troisième, obtient le deuxième podium de sa carrière et devance Lando Norris qui a réussi à maintenir Bottas derrière lui ; ils sont suivis par Daniel Ricciardo et Lewis Hamilton qui, à coups de records du tour, est remonté jusqu'à la septième place et glâne un point bonus. Il atteint le record de 221 arrivées dans les points. Des bagarres du peloton émergent Esteban Ocon huitième, Daniil Kvyat neuvième et Sergio Pérez dixième. Tous ont débordé Kimi Räikkönen, très bien placé lors du nouveau départ, et qui n'a pu leur résister.
Au championnat du monde, Lewis Hamilton (164 points) possède une avance de 47 points sur Valtteri Bottas (117 points) qui dépasse Max Verstappen (110 points), hors du coup à Monza et victime d'un abandon sur un problème moteur après 30 tours. Loin derrière ce trio, Lando Norris est quatrième à égalité de points avec Lance Stroll (57 points). Dans un mouchoir de poche, suivent Alexander Albon (48 points), Charles Leclerc (45 points), Pierre Gasly (43 points), Carlos Sainz et Daniel Ricciardo (41 points). Chez les constructeurs, l'avance de Mercedes (281 points) sur Red Bull (158 points) atteint désormais 123 unités. McLaren conforte sa troisième place (98 points) devant Racing Point (82 points), Renault (71 points) qui dépasse Ferrari (61 points) et Alpha Tauri (47 points). Le jour où la famille Williams quitte la Formule 1, leur écurie reste la seule à ne compter encore aucun point.

#### Grand Prix de Toscane

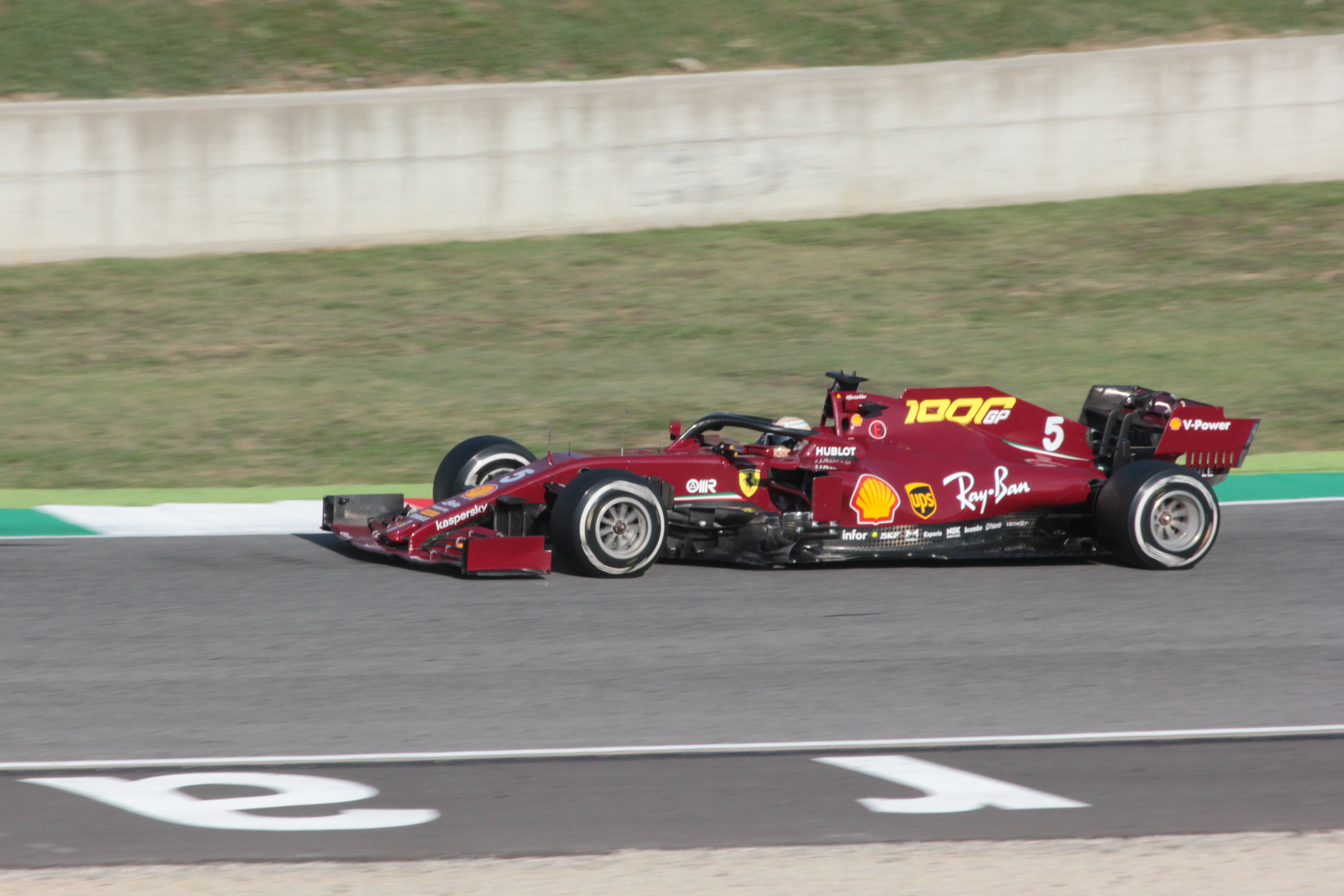
La livrée spéciale des Ferrari pour leur millième Grand Prix.

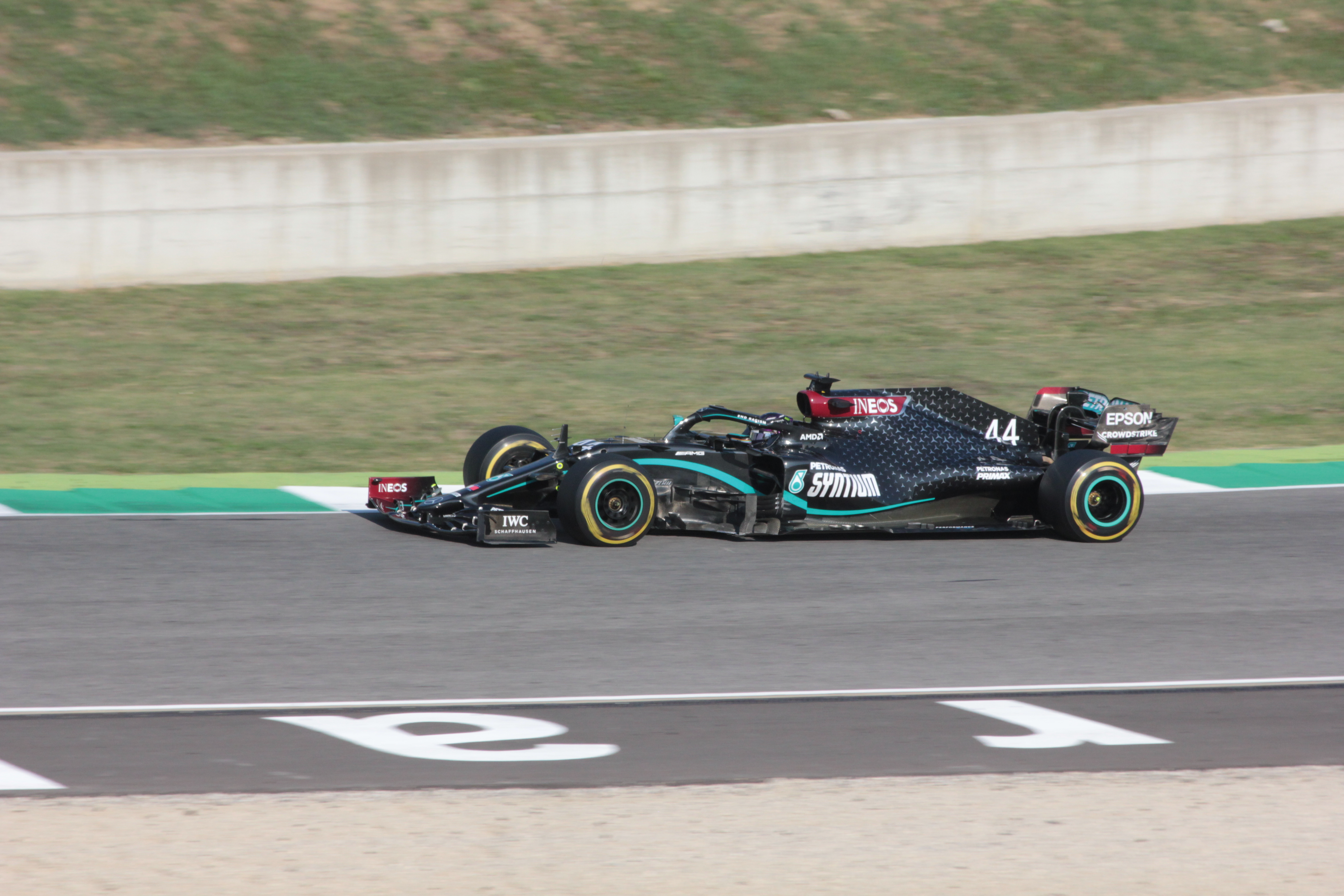
Lewis Hamilton, vainqueur du Grand Prix de Toscane 2020.

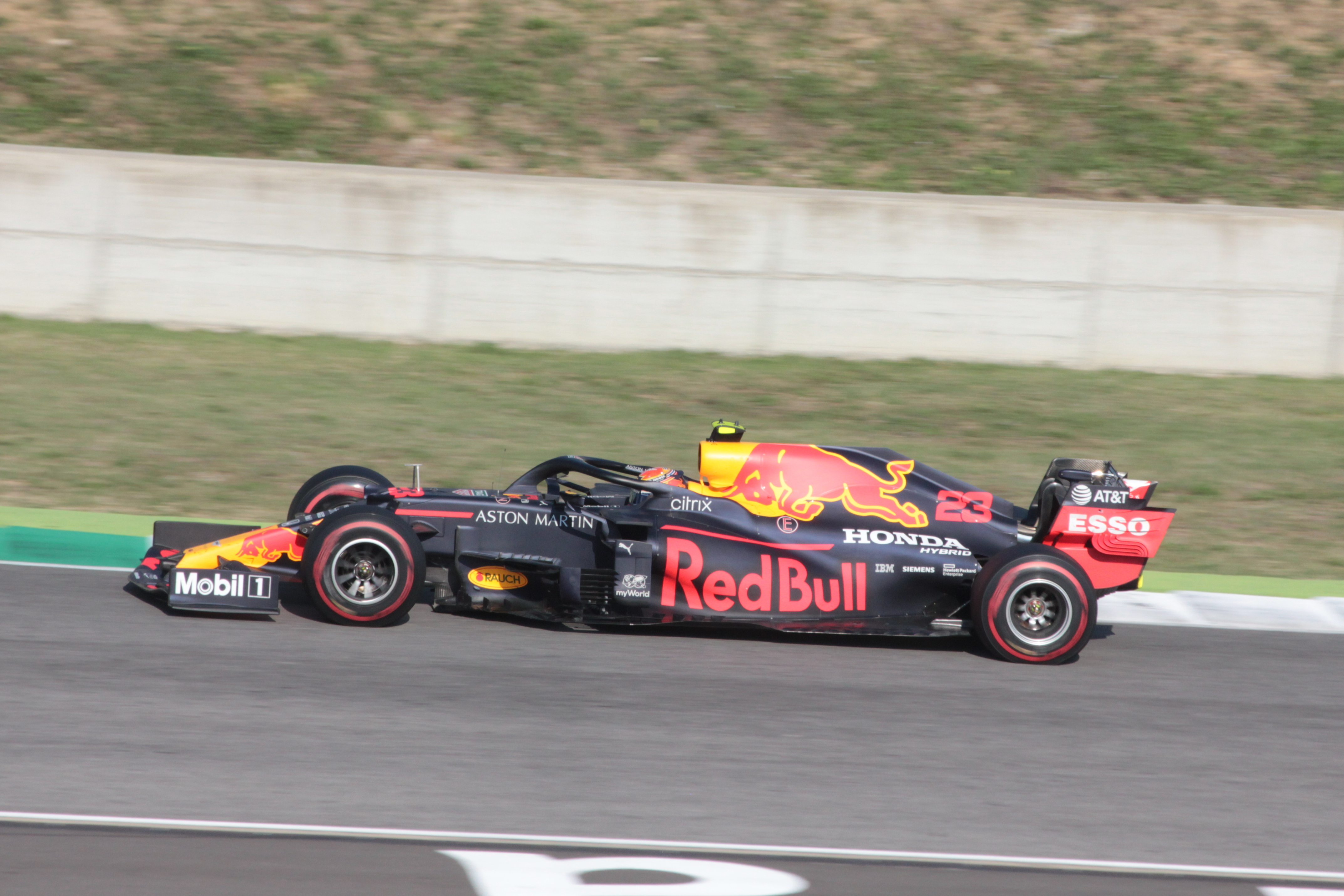
Alexander Albon, monte sur son premier podium au Grand Prix de Toscane 2020.

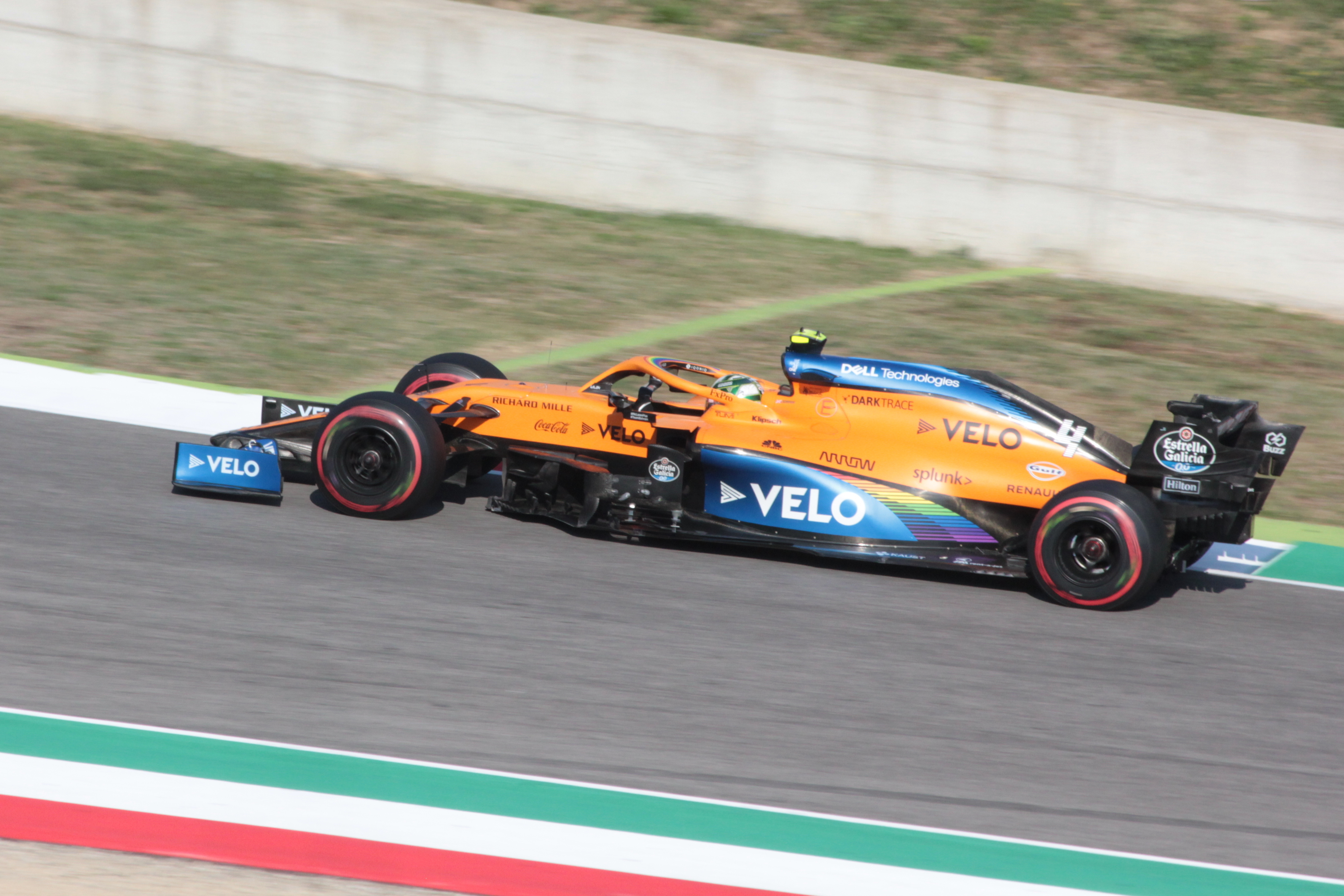
Lando Norris au Grand Prix de Toscane 2020.

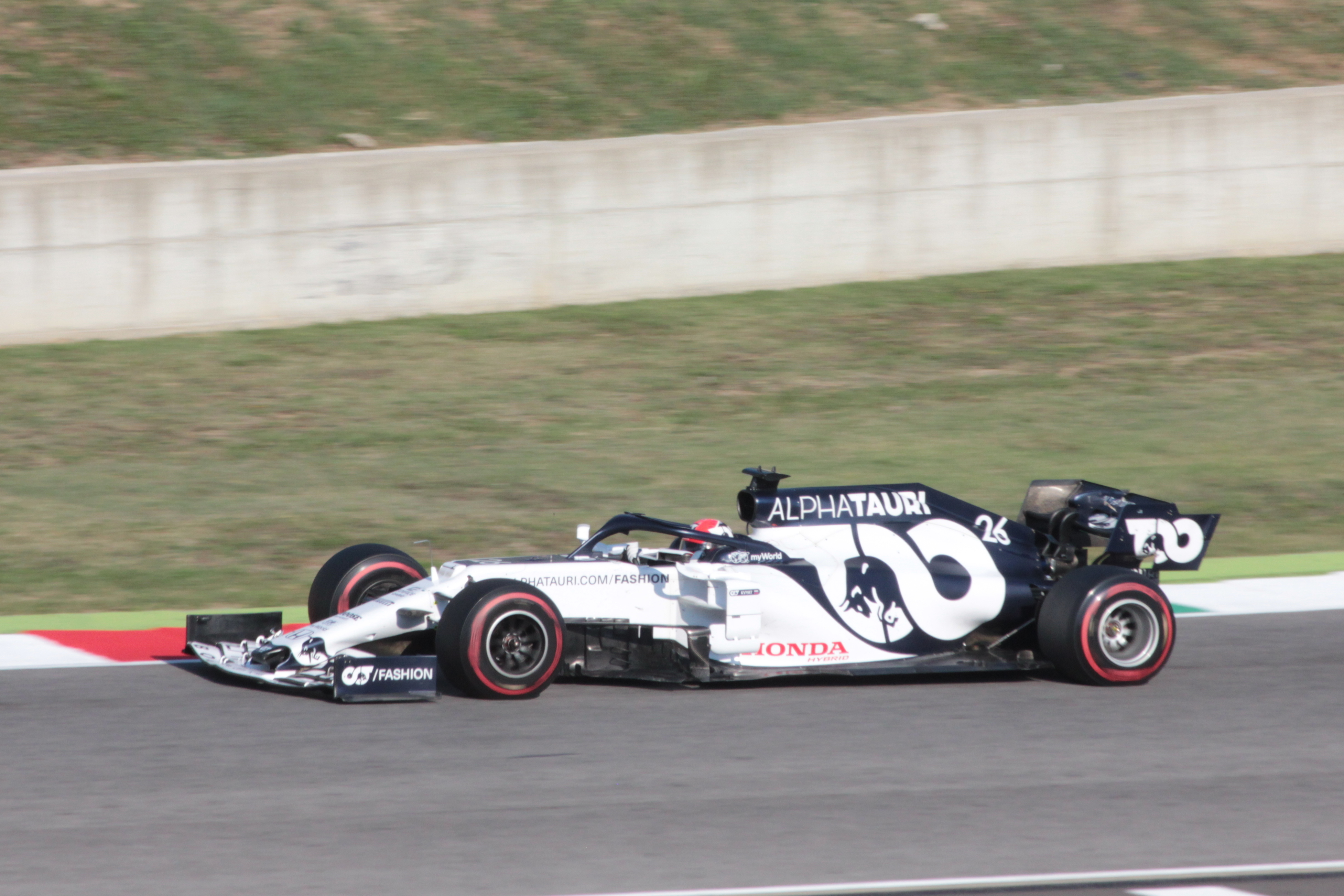
Daniil Kvyat au Grand Prix de Toscane 2020.

Tous les pilotes battent le record de la piste établi en essais en 2004 par Rubens Barrichello sur la Ferrari F2004 en 1 min 18 s 704. Lewis Hamilton le porte, dans la troisième phase des qualifications, à 1 min 15 s 144 à la moyenne de 251,278 km/h en obtenant la 95e pole position de sa carrière, sa septième en neuf manches. Valtteri Bottas, auteur des deux autres pole positions, est battu de seulement 59 millièmes de seconde ; les Mercedes W11 verrouillent la première ligne pour la huitième fois cette année et, comme souvent, Max Verstappen est derrière eux, à 365 millièmes de seconde d'Hamilton. Il est accompagné en deuxième ligne par son coéquipier Alexander Albon sur l'autre Red Bull RB16. Sur son circuit, Ferrari retrouve quelques couleurs avec le cinquième temps de Charles Leclerc qui part en troisième ligne, devant Lance Stroll, ce dernier ayant récupéré le sixième rang de son équipier Sergio Pérez, pénalisé d'un recul d’une place. Le Mexicain est en quatrième ligne, avec Daniel Ricciardo ; ils précèdent Carlos Sainz Jr. et Esteban Ocon. Alors que Sebastian Vettel ne s'est pas extrait de la Q2 et part quatorzième, Pierre Gasly, vainqueur du Grand Prix d'Italie la semaine précédente est éliminé dès la Q1 et s'élance seulement seizième.
À l'issue d'une course folle, terminée par seulement douze pilotes et ponctuée de deux interruptions sur drapeau rouge, Lewis Hamilton obtient le quatre-vingt-dixième succès de sa carrière, son sixième de la saison et n'est plus qu'à une victoire du record de Michael Schumacher. Grâce au meilleur tour en course, à une boucle de l'arrivée, il réalise son dix-septième hat trick. Valtteri Bottas, qui mené l'épreuve durant neuf tours, doit se contenter d'assurer le cinquante-sixième doublé pour Mercedes alors qu'Alexander Albon obtient le premier podium de sa carrière pour son trentième départ et devient le premier Thaïlandais à connaître cet honneur.
Bottas réalise un meilleur départ que son coéquipier et vire en tête au premier virage ; Max Verstappen prend également un bel envol mais son moteur perd immédiatement de la puissance et, débordé de partout, se retrouve englué dans le peloton. Lui aussi bien parti, Charles Leclerc est troisième tandis qu'à l'arrière, au deuxième virage, Pierre Gasly tente de s'infiltrer entre Kimi Räikkönen et Romain Grosjean et provoque un accrochage dont Verstappen est une victime collatérale. Dans le même temps, Sebastian Vettel détruit son aileron avant en touchant Carlos Sainz parti en tête-à-queue. La course de Gasly et de Verstappen s'achève dans les graviers, Vettel passe au stand pour changer de museau, les autres continuent derrière la voiture de sécurité qui s'écarte à la fin du sixième tour. Pour assurer sa relance sans se faire surprendre par son coéquipier, Bottas joue avec ses freins et retarde son accélération au maximum, provoquant un mouvement d'accordéon au sein du peloton. À l'arrière, Antonio Giovinazzi qui a aperçu le feu vert, repart à fond : il provoque un terrible carambolage en arrivant à pleine vitesse sur la Haas Kevin Magnussen que sa voiture escalade, avant de retomber sur celle de Nicholas Latifi. Juste derrière eux, Carlos Sainz est également pris dans ce crash collectif, provoquant la colère de Romain Grosjean qui s'exclame « Quelle stupidité de la part de celui qui était à l'avant ! Ils veulent tous nous tuer ou quoi ? » en passant au milieu des débris qui volent autour de sa voiture. La ligne droite des stands étant jonchée d'épaves, la course est interrompue sur drapeau rouge.
Après un tour de chauffe, un nouveau départ arrêté, où Charles Leclerc est troisième derrière les deux Mercedes, est donné au neuvième tour. Lewis Hamilton prend une meilleure impulsion que son coéquipier et s'installe aux commandes pour ne plus les lâcher ; il garde jusqu'à la fin une avance suffisante pour empêcher son coéquipier d'actionner son aileron arrière mobile. Leclerc ne peut résister à Lance Stroll, Daniel Ricciardo, Alexander Albon, Sergio Pérez, Lando Norris et Daniil Kvyat. Pour le gain de la troisième place, Ricciardo dépasse Stroll peu avant que le Canadien, victime d'un incident mécanique à pleine vitesse dans le virage Arrabiata, s'écrase dans un mur de pneus au quarante-deuxième tour. Le drapeau rouge est à nouveau sorti.
Après cette nouvelle interruption, les douze pilotes rescapés repartent pour un tour de chauffe. Le troisième départ arrêté voit Ricciardo prendre le meilleur sur Bottas et rouler, durant un tour, derrière Hamilton ; le Finlandais reprend rapidement la deuxième place. À huit tours de l'arrivée, Albon est en mesure d'utiliser son aileron arrière mobile. Il dépasse Ricciardo par l'extérieur dans le virage no 1 et s'envole vers le podium. Les places dans les points donnent également lieu à de nombreux rebondissements. La cinquième place revient à Sergio Pérez qui devance Lando Norris et Daniil Kvyat alors que Kimi Räikkönen, huitième, est pénalisé de 5 secondes pour avoir coupé la ligne blanche des stands, les quatre points revenant à Charles Leclerc. Räikkönen, neuvième, marque ses premiers points de la saison et Sebastian Vettel le point restant. Le déficit de puissance des SF1000 a été criant sur le circuit dont leur écurie est propriétaire. Au milieu de toutes ces péripéties, tous les pilotes ont procédé à cinq ou six changements de pneumatiques.
Avec 26 points supplémentaires, Lewis Hamilton (190 points) porte à 55 points (plus de deux victoires bonifiées) son avance sur Valtteri Bottas (135 points) au championnat du monde ; le Britannique se rapproche à grands pas de sa septième couronne mondiale. Max Verstappen, qui n'a pas marqué pour la deuxième fois consécutive, suit avec 110 points. Si Lando Norris conserve sa quatrième place (65 points), Alexander Albon (63 points) se rapproche. Lance Stroll reste sixième (57 points), talonné par Daniel Ricciardo (53 points) alors que Charles Leclerc rétrograde au huitième rang (49 points) devant Sergio Pérez (44 points) et Pierre Gasly, dixième avec 43 points. Chez les constructeurs, Mercedes (325 points) possède presque le double de points de Red Bull (173 points) alors que McLaren (106 points) prend de l'avance sur Racing Point (92 points) qui précède Renault (83 points), Ferrari (66 points) et AlphaTauri (53 points). Alfa Romeo (4 points) et Haas (1 point) ferment la marche alors que Williams n'a toujours pas inscrit de point.

#### Grand Prix de Russie
Lewis Hamilton réalise la 96e pole position de sa carrière, sa huitième cette saison en dix manches ainsi que sa cinquième consécutive dans des circonstances rocambolesques. En effet, lors de la deuxième phase des qualifications, son meilleur temps est annulé car il a dépassé les limites de la piste dans le dernier virage. Alors qu'il est sur le point de terminer sa nouvelle tentative, Sebastian Vettel tape violemment les protections à 2 minutes et 15 secondes du terme et provoque l'interruption de la séance sur drapeau rouge. Tous les pilotes se rangent à la queue leu-leu dans la voie des stands pour repartir, Hamilton se trouvant en fin de peloton. Il déclenche le chronomètre in-extremis (à moins d'une seconde du passage des feux au rouge), obtient le quatrième temps et se qualifie pour la Q3. Hamilton domine les débats lors de la dernière partie des qualifications et bat le record du circuit à la moyenne de 230,579 km/h lors de son dernier tour lancé. Max Verstappen réalise le deuxième temps, à une demi-seconde du Britannique tandis que Valtteri Bottas n'est sans doute pas mécontent d'occuper le troisième rang, juste derrière le poleman, car c'est en partant de cette position, avantageuse grâce une double aspiration dans la longue ligne droite, qu'il avait pris la tête au premier virage en 2017 puis remporté la première victoire de sa carrière. Sergio Pérez accompagne le Finlandais en deuxième ligne alors que Daniel Ricciardo, cinquième, occupe la troisième ligne avec Carlos Sainz Jr. Les autres Renault et McLaren sont en quatrième ligne, Esteban Ocon devançant Lando Norris. Pierre Gasly et Charles Leclerc, qui a été éliminé en Q2, partent de la cinquième ligne, car Alexander Albon, dixième temps, est pénalisé d'un recul de cinq places pour changement de la boite de vitesses de sa RB16.
En prenant la tête au seizième tour et en s'échappant pour faire cavalier seul, Valtteri Bottas remporte sa deuxième victoire de la saison, la neuvième de sa carrière, agrémentant son succès du point du meilleur tour en course réalisé à deux boucles du terme. Mercedes Grand Prix obtient sa septième victoire consécutive à Sotchi et reste invaincue depuis la première édition du Grand Prix de Russie organisée dans la foulée des Jeux olympiques d'hiver de 2014. Le Finlandais a su profiter de la double pénalité de 5 secondes observée par son coéquipier alors qu'il roulait à la première place (Hamilton avait effectué deux essais de départ hors de la zone autorisée). Reparti au milieu du peloton, Hamilton remonte jusqu'à la troisième place sans pouvoir inquiéter Max Verstappen, qui a roulé tout du long isolé au deuxième rang. Hamilton n'égale donc pas en Russie le record de 91 victoires de Michael Schumacher.
Au départ, Bottas applique à nouveau la stratégie qui l'a mené à sa première victoire, sur le même circuit, en 2017 : mieux parti que Verstappen, il prend l'aspiration d'Hamilton et aborde le premier virage en tête. Toutefois, il est repris par son coéquipier à la sortie de cette courbe alors que, dans le même temps, Carlos Sainz sort trop large du virage et percute le muret en bout de l'échappatoire en voulant reprendre la piste. Quelques secondes plus tard, Charles Leclerc envoie Lance Stroll en tête-à-queue dans le troisième virage ; pour permettre l'évacuation des deux monoplaces, la voiture de sécurité sort pour cinq tours. Hamilton gère parfaitement la relance et mène jusqu'à ce qu'il emprunte la voie des stands pour purger sa pénalité avant que ses mécaniciens changent ses pneus. Dès lors, Bottas mène une course tranquille et s'impose au terme des cinquante-trois tours. Quatrième sur la grille de départ, Sergio Pérez l'est également à l'arrivée après avoir bataillé avec les deux Renault. Malgré une pénalité de cinq secondes pour n'avoir pas respecté le parcours fléché pour regagner la piste après être sorti du tracé au deuxième virage, Daniel Ricciardo, conserve suffisamment d'avance précéder Charles Leclerc, qui a pris le meilleur sur Esteban Ocon. Au volant des AlphaTauri Daniil Kvyat devance Pierre Gasly, neuvième après un deuxième arrêt au stand à dix tours de l'arrivée. Également pénalisé de 5 secondes, Alexander Albon prend le point en jeu. Sebastian Vettel, treizième, voit s'agiter des drapeaux bleus lui intimant de laisser passer les leaders qui lui prennent un tour.
Au championnat du monde, Bottas (161 points) réduit à 44 points son retard sur Hamilton (205 points) et augmente son avance sur Verstappen (128 points) qui devance Norris (65 points), Albon (64 points) et Ricciardo (63 points) groupés du quatrième au sixième rang. Leclerc remonte à la septième place, à égalité de points avec Stroll (57 points), juste devant Pérez (56 points), Gasly étant dixième avec 45 points. Chez les constructeurs, Mercedes (366 points) garde Red Bull (192 points) à bonne distance tandis que McLaren (106 points) et Racing Point (104 points) sont au coude à coude pour la troisième place, talonnés par Renault (99 points). Ferrari est sixième (74 points) devant AlphaTauri (59 points), Alfa Romeo (4 points), Haas (1 point) et Williams qui n'a toujours pas inscrit de point.

#### Grand Prix de l'Eifel
Le Grand Prix se déroule devant environ 20 000 spectateurs répartis dans les différentes tribunes selon les restrictions sanitaires. Lors de sa dernière tentative dans la troisième phase des qualifications, Valtteri Bottas, auteur du meilleur temps dans les trois secteurs chronométrés du circuit, repousse son coéquipier Lewis Hamilton à trois dixièmes de seconde pour obtenir la quatorzième pole position de sa carrière, sa troisième de la saison. Pour la huitième fois cette année, les Mercedes W11 verrouillent la première ligne ; elles n'ont toujours pas été battues en qualifications. Max Verstappen, en tête de la feuille des temps après la première tentative, n'améliore pas et se retrouve à la troisième place. Il devance en deuxième ligne, Charles Leclerc qui égale, au volant de la Ferrari SF1000, sa meilleure performance après le Grand Prix de Grande-Bretagne ; son coéquipier Sebastian Vettel, éliminé en Q2, n'a pas su tirer parti des améliorations de sa monoplace et s'élance onzième. Alexander Albon et Daniel Ricciardo occupent la troisième ligne, suivis par Esteban Ocon et Lando Norris, alors que la cinquième ligne est occupée par Sergio Pérez et Carlos Sainz. Remplaçant au pied levé Lance Stroll malade, Nico Hülkenberg prend le départ de son troisième Grand Prix de la saison en s'élançant de la dernière place.
En remportant le 91e succès de sa carrière pour son 261e Grand Prix, Lewis Hamilton égale le record de victoires établi en 2006 par Michael Schumacher. Il est désormais en mesure de le dépasser avant la fin de la saison, tout en arrivant à sa hauteur avec un septième titre mondial, puisqu'il se ménage une avance de 69 points (plus de deux victoires bonifiées) sur son coéquipier Valtteri Bottas alors qu'il ne reste plus que six Grands Prix. Max Verstappen ne peut rien faire pour contrecarrer le Britannique et termine deuxième, à quatre secondes, alors que Daniel Ricciardo offre à Renault son premier podium depuis 2011 et son retour en Formule 1 en 2016.
Au départ, Hamilton prend une meilleure impulsion que son coéquipier et les deux Mercedes arrivent de front dans le premier virage. Bottas prend le meilleur et s'échappe en tête ; toutefois, au bout de treize tours, le Finlandais rate son freinage au bout de la ligne droite des stands et le leader du championnat le dépasse. Ayant abîmé ses pneumatiques, Bottas repasse par les stands et en ressort quatrième, derrière Ricciardo qui a doublé Leclerc par l'extérieur du troisième virage au neuvième tour. Bottas ne va pas beaucoup plus loin : au dix-huitième passage, victime d'une perte de puissance de son moteur, il connaît son premier abandon de la saison. Dès lors, Hamilton caracole en tête devant Verstappen alors que les différentes stratégies voient Pierre Gasly, Nico Hülkenberg (parti dernier) et Romain Grosjean remonter dans les points. À quinze tours de l'arrivée, Lando Norris, en panne au bord du circuit, provoque la sortie de la voiture de sécurité alors que seuls Verstappen, à 11 secondes, Ricciardo, Pérez et Sainz à l'autre bout du circuit sont dans le même tour que le leader.
La voiture de sécurité attend que tous les autres pilotes se dédoublent et se mettent à la queue leu-leu pour s'écarter, au cinquantième tour. Hamilton gère sans problème la relance puis met Verstappen à distance à coups de records du tour ; le Néerlandais s'adjuge néanmoins le point bonus dans la dernière boucle. Derrière eux, Ricciardo résiste jusqu'au bout à Pérez pour le gain de la troisième place, le premier podium de Renault à l'ère des moteurs V6 turbo hybrides. Carlos Sainz tente de se mêler à la lutte pour le podium dans la foulée de la relance et termine cinquième, devant Pierre Gasly qui a dépassé Leclerc au cinquante-et-unième tour. Nico Hülkenberg, monté dans la Racing Point RP20 au dernier moment, se classe huitième et est élu « pilote du jour » tandis que Romain Grosjean, neuvième, marque ses premiers points de la saison. Pourchassé par Vettel, Antonio Giovinazzi prend le point restant ; neuf des dix équipes engagées dans le championnat marquent à l'arrivée de la course. Avant la cérémonie du podium, Mick Schumacher offre à Hamilton un casque de son père Michael.
Avec 230 points, Lewis Hamilton porte son avance sur Valtteri Bottas (161 points) à 69 unités, réalisant un pas important vers un septième titre mondial. Max Verstappen (147 points) reste en lice pour la deuxième place du championnat. Daniel Ricciardo (78 points) gagne deux places et grimpe au quatrième rang, devant Sergio Pérez (68 points), Lando Norris (65 points) et Alexander Albon (64 points) qui n'ont pas marqué, Charles Leclerc (63 points) et Pierre Gasly, dixième avec 57 points. Chez les constructeurs, Mercedes Grand Prix totalise désormais 391 points, 180 de plus que Red Bull Racing (211 points) : une septième couronne consécutive tend les bras à l'écurie allemande tandis que sa rivale, motorisée par Honda, est quasiment assurée de finir deuxième. Racing Point (120 points) est sur le podium provisoire, suivie de près par McLaren Racing (116 points) et Renault F1 Team (114 points). Ferrari est sixième avec 80 points, Alpha Tauri en compte 67, Alfa Romeo est huitième avec 5 points et Haas neuvième (3 points). Seule Williams n'apparaît pas dans ce classement.

#### Grand Prix du Portugal
Le dernier Grand Prix du Portugal s'était déroulé en 1996 à Estoril. Le nouveau Autódromo Internacional do Algarve, certifié Grade 1 par la FIA en 2020, a accueilli la course le 25 octobre
Si Valtteri Bottas domine toutes les séances d'essais libres, la deuxième phase des qualifications et détient encore le meilleur temps en fin de Q3, son coéquipier Lewis Hamilton a le dernier mot pour le gain de sa neuvième pole position de la saison, la 97e de sa carrière. En effet, le Britannique se ménage un deuxième tour rapide consécutif lors de sa dernière tentative qui lui permet de battre son voisin de garage qui n'a, pour sa part, pas jugé utile de continuer son effort. Les quatre premiers sur la grille de départ sont les mêmes que lors de la course précédente sur le Nürburgring, avec la neuvième première ligne occupée cette année par les Mercedes W11 et une deuxième ligne où Max Verstappen part devant Charles Leclerc. Ils sont suivis par Sergio Pérez, plus rapide qu'Alexander Albon de quelques millièmes de seconde, alors que les McLaren MCL35 colorent en orange la quatrième ligne avec Carlos Sainz et Lando Norris. Pierre Gasly et Daniel Ricciardo occupent la cinquième ligne. Le revêtement exceptionnellement lisse de la piste portugaise vallonnée entraîne une difficulté à faire monter les pneumatiques en température, d'où le choix tactique de Lewis Hamilton d'enchaîner deux tours rapides d'affilée avec les mêmes gommes medium, et pose un problème insoluble à Sebastian Vettel, dernier de la Q2 et qui s'élance quinzième.
Après sa huitième victoire de la saison et le traditionnel « Get in there, Lewis! » prononcé par son ingénieur Pete Bonnigton durant son tour d'honneur, Lewis Hamilton entend la voix de Toto Wolff : « Ninety-two Lewis, ninety-two ». Descendu de sa voiture, il déclare : « Quand j'ai signé pour Mercedes en 2013, je ne savais pas à quoi m'attendre ». 71 victoires pour l'écurie allemande plus tard, auxquelles s'ajoutent les 21 remportées avec McLaren entre 2007 et 2012, il devient l'unique détenteur du record de victoires en Formule 1, 354 courses et 14 saisons après le 91e succès de Michael Schumacher qui s'était notamment imposé 72 fois sur Ferrari. Hamilton compte désormais autant de victoires qu'Alain Prost (51) et Ayrton Senna (41) réunis.
Le Britannique établit ce record historique avec panache en repoussant son coéquipier à plus de vingt-cinq secondes sur la ligne d'arrivée de son 262e Grand Prix et en réalisant le record du tour pour obtenir le 18e Hat trick de sa carrière. Sans aucune chance de pouvoir contrarier les Flèches d'Argent, Max Verstappen termine troisième, à trente-quatre secondes, pour son neuvième podium de la saison ; il s'agit du douzième podium où figurent les deux pilotes Mercedes et celui de la Red Bull. Quatrième et dernier pilote dans le même tour que le vainqueur, mais repoussé à plus d'une minute, Charles Leclerc, après un début de course difficile, termine à la même position que sur la grille de départ, et obtient son meilleur résultat en sept courses.
À l'extinction des feux, alors qu'une fine pluie fait son apparition, tout se joue entre les pilotes chaussés de pneumatiques medium et ceux qui partent en gommes tendres. Carlos Sainz dépasse aisément les Mercedes (Bottas devant Hamilton qui s'est élancé prudemment) et roule en tête durant cinq tours. Tandis que Charles Leclerc perd quatre places, Kimi Räikkönen réalise deux premiers tours extraordinaires en dépassant dix pilotes et se retrouve sixième ; Verstappen et Pérez s'accrochent dans le premier tour, mais sans dommage pour leurs monoplaces si ce ne sont deux places perdues pour le Néerlandais et l'obligation pour le Mexicain de retourner au stand. Il en ressort dernier puis anime le peloton en entamant une belle remontée qui lui vaudra d'être élu pilote du jour. Les choses rentrent dans l'ordre au fur et à mesure que les gommes jaunes arrivent à bonne température, Bottas et Hamilton dépassent le pilote McLaren ; le Finlandais occupe la première place puis son coéquipier, à l'aide de son aileron arrière mobile, ne lui laisse aucune chance dans la vingtième boucle : il prend le commandement jusqu'au bout des soixante-six tours, creusant peu à peu un écart impressionnant sur l'autre W11, à coup de records du tour. Leclerc remonte et roule en troisième position jusqu'à son changement de pneus, au trente-cinquième tour, laissant définitivement la troisième marche du podium à Verstappen. Parti neuvième, Pierre Gasly réalise de nombreux dépassements, dont le dernier à l'extérieur du premier virage sur Sergio Pérez à trois boucles de l'arrivée, pour terminer cinquième, son meilleur résultat de la saison après sa victoire à Monza. Sainz prend également le meilleur sur le Mexicain dans l'avant-dernier tour pour marquer les huit points de la sixième place. Les Renault finissent derrière, Esteban Ocon huitième devant Daniel Ricciardo tandis que Sebastian Vettel résiste à Raïkkönen pour le dernier point en jeu. Les multiples choix de pneus, leurs différences d'efficacité et leur tenue dans le temps ont permis d'animer constamment ce Grand Prix avec des bagarres et des dépassements à tous les étages.
À l'issue du Grand Prix, Lewis Hamilton s'impose sur un vingt-huitième circuit (cette saison, il a ajouté le Mugello et Portimão à sa collection) : il n'y a pas un circuit du championnat sur lequel il ne s'est pas imposé, ce qui constitue un record. Avec 256 points, à cinq Grand Prix de la fin, il possède une avance de 77 points (l'équivalent de trois victoires) sur Valtteri Bottas (179 points), réalisant un nouveau pas important vers un septième titre mondial. Max Verstappen (162 points) reste lui aussi encore en mesure de poursuivre sa lutte pour le gain du championnat. Daniel Ricciardo est toujours quatrième (80 points) tandis que Charles Leclerc gagne trois places et pointe au cinquième rang (75 points), juste devant Sergio Pérez (74 points). Lando Norris (65 points), Alexander Albon (64 points) et Pierre Gasly (63 points) se tiennent dans un mouchoir de poche de la septième à la neuvième place. Carlos Sainz, dixième avec 59 points, devance de peu Lance Stroll (57 points). Chez les constructeurs, seul Red Bull (226 points) peut encore empêcher Mercedes (435 points) d'obtenir un septième titre mondial consécutif. Racing Point (126 points), McLaren (124 points), Renault (120 points) et Ferrari (80 points) sont encore en lice pour une place sur le podium ; suivent Alpha Tauri, septième avec 77 points, Alfa Romeo (5 points) et Haas (3 points).

#### Grand Prix d'Émilie-Romagne
La course se déroule sur deux journées, le samedi et le dimanche, contre trois habituellement. Le Grand Prix d'Émilie-Romagne est la troisième course du championnat 2020 disputée en Italie après les Grands Prix d'Italie, à Monza, et de Toscane, sur le circuit de Mugello.
Sur le circuit où Michael Schumacher avait battu, en 2006, le record de pole positions longtemps détenu par Ayrton Senna avec un 66e départ en tête, et où la Formule 1 n'était pas revenue depuis, Valtteri Bottas obtient la quinzième pole position de sa carrière, sa quatrième de la saison. Pour le treizième départ en tête des Mercedes en treize courses, il bat son coéquipier Lewis Hamilton de 97 millièmes de seconde lors de leurs dernières tentatives en Q3. Si Max Verstappen part une cinquième fois consécutivement troisième derrière les Flèches d'Argent, son compagnon de deuxième ligne est plus inattendu, Pierre Gasly obtenant la meilleure qualification de son écurie AlphaTauri. Daniel Ricciardo, grâce à un excellent dernier tour rapide, prend le cinquième temps, devant Alexander Albon en troisième ligne. Charles Leclerc ne peut faire mieux qu'un départ en quatrième ligne avec Daniil Kvyat alors que Sebastian Vettel, à nouveau éliminé en Q2, s'élance treizième. Derniers pilotes présents en Q3, Lando Norris et Carlos Sainz Jr. sont en cinquième ligne.
À l'issue de la course et à quatre épreuves de la fin du championnat, Mercedes Grand Prix remporte son septième titre mondial consécutif, nouveau record chez les constructeurs ; l'écurie allemande reste invaincue depuis le début de l'ère des moteurs V6 Turbo hybrides en 2014. En portant son record à 93e victoires en Grand Prix, Lewis Hamilton égale, au volant d'une Mercedes, le nombre de succès de Michael Schumacher avec Ferrari (72). Il agrémente sa victoire du point bonus du meilleur tour en course, et porte son avance sur Valtteri Bottas à 85 points ; il lui suffit d'une marge de 78 unités pour être sacré champion pour la septième fois, lors du prochain Grand Prix à Istanbul. La chance a souri à Hamilton dans cette course pour lui permettre de s'échapper à l'avant à partir du trente-et-unième tour. Derrière un cinquième doublé Mercedes en 2020, Daniel Ricciardo apporte un deuxième podium à Renault cette saison.
À l'extinction des feux, Bottas réussit son départ, ce qui n'est pas le cas de son coéquipier Hamilton, dépassé d'emblée par Max Verstappen, et qui doit tasser Pierre Gasly pour l'empêcher de lui subtiliser la troisième place. Le Français, contraint de ralentir, cède aussi face à Daniel Ricciardo ; il abandonne ensuite sur problème hydraulique dès le neuvième tour. Au bout de dix-neuf boucles, Verstappen change ses pneumatiques, ce qui oblige Mercedes à faire de même avec Bottas dans le tour suivant. Hamilton prend la tête et continue en piste. Alors que son arrêt du trentième tour aurait logiquement dû le voir ressortir troisième, derrière Bottas et Verstappen, il bénéficie d'un coup de chance lorsque Esteban Ocon, en panne d'embrayage au bord du tracé, déclenche la procédure de voiture de sécurité virtuelle au moment précis où Hamilton entre dans la voie des stands. Ce changement de gommes se transforme pour Hamilton en arrêt gratuit car il retourne en piste loin devant le duo Bottas-Verstappen. Le Finlandais, dont le fond plat est très abîmé après qu'il a roulé sur un débris en début de course, a du mal à retenir Verstappen qui le dépasse au quarante-troisième tour et se lance à la chasse de Hamilton. Victime de l'explosion de son pneu arrière droit dans le cinquante-et-unième passage, le pilote néerlandais part en tête-à-queue dans les graviers au niveau de la variante Villeneuve, abandonne et provoque la sortie de la voiture de sécurité. Alors que plusieurs pilotes choisissent de rentrer au stand, Daniel Ricciardo et Charles Leclerc continuent en pneus durs et se retrouvent dès lors troisième et quatrième.
Derrière la voiture de sécurité, George Russell, qui entrevoyait sa première arrivée dans les points, perd le contrôle de sa Williams à basse vitesse et l'écrase dans les protections, ce qui provoque le maintien de la neutralisation de l'épreuve jusqu'à cinq tours de l'arrivée. Hamilton gère parfaitement la relance et s'échappe en alignant les records du tour, Bottas assurant le doublé pour Mercedes. Daniil Kvyat, très en verve, dépasse trois rivaux dans la foulée pour menacer la troisième place de Daniel Ricciardo jusqu'au terme de la course. Leclerc, cinquième, doit résister à Sergio Pérez, mécontent de se retrouver en sixième position alors qu'il était troisième avant un arrêt tardif sous régime de la voiture de sécurité. Les McLaren de Sainz (septième) et Norris(huitième) sont suivies par les Alfa Romeo de Räikkönen (neuvième et pilote du jour) et Giovinazzi.
Hamilton, avec 282 points, est désormais proche de ceindre sa septième couronne, Bottas (197 points) restant son unique rival pour le titre. Le Finlandais est néanmoins sous la menace de Verstappen (162 points mais qui n'a pas marqué) pour la place de dauphin de Hamilton. Daniel Ricciardo (95 points) conforte sa quatrième place devant Leclerc (85 points) et Pérez (82 points). Les écarts sont minimes du septième au dixième rang entre Norris (69 points), Sainz (65 points), Albon (64 points) et Gasly (63 points). Le championnat du monde des constructeurs revient, pour la septième fois consécutive, à Mercedes (479 points) qui, avec 253 points d'avance sur Red Bull (226 points) à quatre courses de la fin, ne peut plus être rejoint. Renault (135 points) occupe désormais la troisième place, avec un seul point d'avance sur Racing Point et McLaren (134 points chacun). Ferrari (103 points) reste sixième devant AlphaTauri (89 points) alors qu'Alfa Romeo (8 points) augmente son capital. Haas reste à 3 points et Williams, qui n'a toujours pas marqué, ferme la marche.

#### Grand Prix de Turquie
Le 25 août, la FIA annonce l'organisation de quatre Grands Prix supplémentaires, dont le Grand Prix automobile de Turquie dont la dernière édition remontait à 2011. L'Otodrom Istanbul Park accueillera donc la Formule 1 du 13 au 15 novembre, deux semaines après le Grand Prix d’Émilie-Romagne à Imola.
Lors de la première phase des qualifications, une pluie battante provoque une interruption de la session au drapeau rouge, à un peu moins de sept minutes de la fin, puis une deuxième après une sortie de piste de Romain Grosjean. Sur une piste gorgée d'eau, les Ferrari se noient lors de la seconde phase qualificative, tout comme Pierre Gasly, alors que Max Verstappen creuse des écarts impressionnants. Les pilotes Racing Point choisissent d'aborder la troisième phase en pneus intermédiaires et réalisent les meilleurs temps. Verstappen, en tête dans les deux premiers secteurs en pneus pluie, est toutefois en passe de les battre, mais il interrompt son tour pour s'engager dans la voie des stands et passer les pneus à bande verte ; ne trouvant pas suffisamment d'adhérence, il constate immédiatement son erreur tandis que Lance Stroll améliore son temps et devient le premier Canadien en pole position depuis Jacques Villeneuve en 1997. Il s'agit également de la première pole position d'une Racing Point et de la première fois de la saison qu'une Mercedes ne part pas en tête. Le pilote Red Bull s'intercale entre les deux monoplaces roses pour partir sur la première ligne. Sergio Pérez partage donc la deuxième ligne avec Alexander Albon. Daniel Ricciardo et Lewis Hamilton, auteur du sixième temps sont en troisième ligne. Esteban Ocon et Kimi Räikkönen partent depuis la quatrième ligne ; Valtteri Bottas, qui n'obtient que le neuvième temps, s'élance juste devant Antonio Giovinazzi.
Au terme des cinquante-huit tours d'une épreuve disputée sur une piste détrempée, Lewis Hamilton remporte sa dixième course de la saison, porte son record à quatre-vingt-quatorze victoires dont soixante-treize avec la même écurie, et surtout égale Michael Schumacher en étant sacré champion du monde pour la septième fois, à trois courses de la fin du championnat. Sur la ligne d'arrivée il devance de plus de trente secondes Sergio Pérez, qui préserve in extremis sa deuxième place face aux deux Ferrari, Sebastian Vettel obtenant son premier podium de la saison devant son coéquipier Charles Leclerc.
« Pour tous les enfants qui rêvent à des choses impossibles, vous pouvez le faire aussi ! » lâche un Lewis Hamilton très ému en regagnant la voie des stands après son tour d'honneur. Il remporte son septième titre mondial avec panache en ayant réussi à tenir cinquante tours avec ses pneus intermédiaires pour n'effectuer qu'un seul arrêt. Dans une course à rebondissements, particulièrement liée à la manière dont les pilotes cherchaient à faire fonctionner et à conserver en bon état leurs gommes tout d'abord « pleine pluie » puis à bande verte, à éviter les têtes-à-queue et autres sorties au large, le Britannique, pourtant hors du coup lors des séances d'essais puis en qualification, a déployé tout son sens de la course. Au départ, les Racing Point s'envolent, Max Verstappen patine et reste scotché alors que Sebastian Vettel réussit un départ canon et boucle le premier tour en troisième position, devant Verstappen, Alexander Albon et Hamilton sixième. Le ballet des premiers arrêts au stand commence dès le huitième tour, les pilotes passant en pneus intermédiaires pour continuer sur une piste qui ne sèchera jamais complètement.
Suivi par son coéquipier, Stroll roule en tête jusqu'au trente-sixième tour où il est rappelé au stand pour un deuxième arrêt qui va totalement compromettre sa course. Alors que le Canadien ressort quatrième et ne va plus cesser de rétrograder jusqu'au neuvième rang final, Hamilton profite du deuxième arrêt de Vettel puis d'un tête-à-queue d'Albon pour partir à la chasse de Pérez qu'il dépasse, à l'aide de son aileron arrière mobile, dans la trente-septième boucle, s'installant définitivement aux commandes. Verstappen perd toute chance de victoire ou de podium après une toupie dans le dix-huitième tour alors qu'il tentait de dépasser le Mexicain.
Charles Leclerc, pilote le plus rapide en piste dans son troisième relais, se retrouve troisième au bout de quarante-trois tours, tentant de rattraper Pérez et suivi par son coéquipier Vettel. À plus de trente secondes d'Hamilton, les places restantes du podium se jouent dans le dernier chapelet de virages avant la ligne droite des stands et le drapeau à damier : alors que Leclerc a enfin réussi à dépasser Pérez, il commet ensuite un gros écart en bloquant ses roues, ce qui permet à Vettel de s'infiltrer devant lui, tandis que le Mexicain qui, comme Hamilton, n'a effectué qu'un seul arrêt, conserve sa position pour finir deuxième. Le quadruple champion du monde allemand connaît les joies du podium pour la première fois de l'année ; il est même élu pilote du jour. Son coéquipier termine quatrième, juste devant Carlos Sainz. Les pilotes Red Bull, qui ont multiplié les figures sur la piste stambouliote, passent la ligne d'arrivée en sixième et septième position, Verstappen dépassant Albon à six tours du terme. Lando Norris, auteur d'une belle remontée, agrémente sa huitième place du point bonus du meilleur tour en course, réalisé dans la dernière boucle. Stroll, en tête durant plus de la moitié de la course, l'achève au neuvième rang, devant Daniel Ricciardo qui s'adjuge le dernier point en jeu.
Grâce à ses dix victoires en quatorze courses, toutes terminées dans les points en ne manquant que deux fois le podium, Lewis Hamilton (307 points) remporte son septième titre de champion du monde. Repoussé à 110 unités, Valtteri Bottas (197 points) et quatorzième de l'épreuve à un tour par son coéquipier, reste sous la menace de Max Verstappen (170 points) pour la deuxième place du championnat. Sergio Pérez (100 points) récupère le quatrième rang, devant Charles Leclerc (97 points), alors que Daniel Ricciardo (96 points) rétrograde de deux places. Carlos Sainz (75 points), Lando Norris (74 points) et Alexander Albon (70 points) restent groupés du septième au neuvième rang ; Pierre Gasly (63 points) hors des points à Istanbul, reste dixième. Derrière Mercedes Grand Prix, 504 points et déjà sacré, et Red Bull Racing (240 points) assuré de terminer deuxième, le podium du championnat des constructeurs va se jouer entre Racing Point (154 points) qui grimpe au troisième rang, McLaren (149 points), Renault (136 points) et Ferrari (130 points). AlphaTauri est isolé en septième position (89 points), Alfa Romeo (8 points) et Haas (3 points) complètent le classement tandis que Williams est toujours à la recherche de son premier point.

#### Grand Prix de Bahreïn
En raison de la pandémie de Covid-19, la course, qui devait initialement se disputer le 22 mars, est d'abord reportée. Dans une saison comportant finalement dix-sept Grands Prix, la piste de Sakhir est retenue pour deux courses en une semaine, comme à Spielberg et à Silverstone. Le Grand Prix de Bahreïn précède le Grand Prix de Sakhir, l'avant-dernière course de l'année organisée le 6 décembre.
Lewis Hamilton, intouchable lors de la troisième phase des qualifications, améliore par deux fois le record de la piste de Sakhir pour obtenir la quatre-vingt-dix-huitième pole position de sa carrière, et sa dixième de l'année, en repoussant son coéquipier Valtteri Bottas à près de trois dixièmes de seconde ; il peut atteindre 100 pole positions dès cette saison puisqu'il reste encore deux autres Grands Prix après celui-ci. Mercedes verrouillant la première ligne pour la soixante-neuvième fois depuis 2014, Max Verstappen, troisième, est accompagné par son coéquipier Alexander Albon en deuxième ligne. Auteur du cinquième temps, Sergio Pérez devance les Renault de Daniel Ricciardo, avec lui en troisième ligne, et d'Esteban Ocon, en quatrième ligne devant Pierre Gasly. Lando Norris et Daniil Kvyat s'élancent de la cinquième ligne alors que les pilotes Ferrari Sebastian Vettel et Charles Leclerc, éliminés en Q2, partent onzième et douzième.
Le premier tour de la course est marqué par un effroyable accident de Romain Grosjean qui percute Daniil Kvyat dans le premier tour et tape le rail de face à pleine vitesse dans un choc mesuré à 53 g ; sa monoplace, brisée en deux, l'arrière avec le capot moteur d'un coté, et lui dans sa cellule de survie complètement encastrée dans les barrières, le tout s'enflammant immédiatement. Le Français, qui réussit à s'extraire seul du brasier au bout de 28 secondes, est héliporté vers un hôpital pour subir des examens ; il ne présente que des brûlures aux mains et aux pieds et est élu pilote du jour. Le Grand Prix est immédiatement interrompu sur drapeau rouge pendant une heure et demie, temps nécessaire à la réparation des dispositifs de sécurité du circuit. Juste après qu'un second départ arrêté est donné, la course est à nouveau neutralisée lorsque Kvyat harponne Stroll, expédiant sa Racing Point sur le toit ; l'épreuve reprend après sept tours derrière la voiture de sécurité.
Deux semaines après avoir gagné son septième titre mondial, Lewis Hamilton ne lâche rien. Il remporte sa onzième victoire de la saison, la quatre-vingt-quinzième de sa carrière après un cavalier seul, n'ayant laissé la tête à Max Verstappen qu'un tour, au moment de son premier changement de pneus. Valtteri Bottas, ayant raté le premier départ, se retrouve englué dans le peloton lors du deuxième départ ordonné selon le classement arrêté au premier tour. Verstappen roule donc en deuxième position tout du long, sans jamais pouvoir inquiéter le Britannique mais s'adjuge le point bonus en réalisant le meilleur tour au quarante-huitième passage. Sergio Pérez, qui s'est hissé en troisième position dès le départ, est tout proche du podium quand, à trois tours du but, il doit abandonner, moteur en feu. Sa monoplace restant au bord de la piste, conduit la voiture de sécurité à emmener la meute jusqu'au drapeau à damier.
Alexander Albon récupère ainsi la troisième place et monte sur le deuxième podium de sa carrière. Les McLaren animent la course et réalisent une belle opération au championnat, Carlos Sainz et Lando Norris terminant quatrième et cinquième. Parti huitième, Pierre Gasly prend le meilleur sur les Renault et finit derrière les deux voitures oranges. Daniel Ricciardo résiste à Bottas en fin de course et se classe septième. Esteban Ocon prend la neuvième place et Charles Leclerc, qui a longtemps roulé hors des points, profite de l'abandon de Pérez pour prendre le dernier point au volant d'une Ferrari à la dérive qui n'a pas permis à son coéquipier Sebastian Vettel de faire mieux que treizième, derrière la Williams de George Russell. Aucune effusion n'anime la cérémonie de remise des trophées, les pilotes et le personnel des écuries ayant en tête les images de l'accident de Romain Grosjean qui donnera des nouvelles depuis son lit d'hôpital avec le sourire, les deux mains bandées, remerciant le personnel médical qui est intervenu instantanément sur les lieux de son crash et louant le halo qui lui a sauvé la vie : « Je n'étais pas pour le halo il y a quelques années mais je pense maintenant que c'est le truc le plus génial en Formule 1 car sans ça, je ne serais pas là aujourd'hui pour vous parler. »
Au classement du championnat du monde, derrière Hamilton (332 points), Bottas conserve la deuxième place (201 points) bien que Verstappen se rapproche (189 points) et peut toujours espérer le dépasser au terme des deux courses restantes. Ricciardo récupère la quatrième place (102 points) mais reste sous la menace de Pérez (100 points) qui n'a pas marqué. Leclerc recule au sixième rang (98 points) alors que Norris (86 points), Sainz et Albon (85 points) sont groupés de la septième à la huitième place à égalité de points ; Gasly est toujours dixième (71 points). Chez les constructeurs, derrière Mercedes, champion pour la septième fois (504 points) et Red Bull, assuré de finir deuxième (240 points), McLaren se hisse au troisième rang (171 points) et devra le défendre face à Racing Point (154 points), Renault (144 points) et Ferrari (130 points) ; suivent AlphaTauri (97 points), Alfa Romeo (8 points) et Haas (3 points). Williams, qui n'a toujours pas marqué, ferme la marche.

#### Grand Prix de Sakhir
Après le Grand Prix de Styrie, le Grand Prix du 70e anniversaire, le Grand Prix de Toscane, le Grand Prix de l'Eifel et le Grand Prix d'Émilie-Romagne, celui de Sakhir est le sixième de la saison à prendre une appellation inédite. Il se tient du 4 au 6 décembre 2020, sur le tracé externe du circuit international de Sakhir,.
Le Grand Prix se court sans Romain Grosjean, forfait après son accident une semaine plus tôt, ni le septuple champion du monde Lewis Hamilton, positif au Covid-19 et qui, placé à l'isolement, manque sa première course depuis ses débuts en 2007. Pietro Fittipaldi, qui remplace Grosjean chez Haas, débute en Grand Prix alors que Mercedes choisit George Russell pour faire équipe avec Valtteri Bottas ; il laisse son volant chez Williams à Jack Aitken qui dispute, lui aussi, sa première course en Formule 1. À peine installé au volant de la voiture de Hamilton, frappée du no 63, George Russell, réalise d'emblée les meilleurs temps des deux séances d'essais libres du vendredi.
Pour la douzième fois de la saison, les Mercedes W11 verrouillent la première ligne de la grille de départ qui est, toutefois, inédite puisque Valtteri Bottas obtient, de justesse, la seizième pole position de sa carrière et sa cinquième de la saison, en devançant de seulement 26 millièmes de seconde George Russell. Le jeune remplaçant d'Hamilton déclare, dans sa nouvelle combinaison noire : « Si quelqu'un m'avait dit il y a une semaine que je me retrouverais en première ligne, je ne l'aurais pas cru. » Sur une piste courte et ultra-rapide où les huit premiers se tiennent en une demi-seconde, Max Verstappen part à nouveau troisième (à 56 millièmes de seconde de la pole position). Charles Leclerc tire le maximum de sa SF1000 dès son premier tour rapide en Q3 et, conscient qu'il ne pourra faire mieux, descend de sa monoplace pour regarder ses rivaux effectuer leurs deuxièmes tentatives. Auteur du quatrième temps, il accompagne le Néerlandais en deuxième ligne. Sergio Pérez, cinquième, devance Daniil Kvyat sur la troisième ligne, le Russe se montrant, pour une fois, plus rapide que son coéquipier. Alors que leurs équipiers ont été éliminés en Q2, Daniel Ricciardo, suivi de Carlos Sainz Jr., occupent la quatrième ligne, devant Pierre Gasly, neuvième, et Lance Stroll.
Cinquante ans après la victoire de Pedro Rodríguez de la Vega en Belgique (le 7 juin 1970 au volant d'une BRM), Sergio Pérez devient le second Mexicain à remporter un Grand Prix de Formule 1. Il lui a fallu dix saisons et 190 départs (nouveau record) pour connaître les joies de la victoire et offrir sa première à son écurie Racing Point alors qu'il reste sans volant pour la saison 2021, Sebastian Vettel le remplaçant au sein de l'équipe qui sera renommée Aston Martin Racing. Auteur d'une magnifique remontée depuis la dernière place, « Checo » a su profiter des errements de Mercedes au moment d'un double changement de pneumatiques erratique à vingt-quatre tours du terme alors que ses deux pilotes caracolaient en tête. Esteban Ocon, deuxième, monte sur le premier podium de sa carrière et Lance Stroll complète le triomphe des voitures roses, particulièrement performantes sur ce tracé.
George Russell prend un meilleur départ que Valtteri Bottas et s'installe aux commandes de la course alors qu'au quatrième virage, Charles Leclerc, qui rate son freinage à l'intérieur, percute Pérez et l'expédie en tête-à-queue ; il fait de Max Verstappen une victime collatérale de l'accrochage puisqu'en essayant de les éviter, il sort de la piste, passe dans les graviers et tape les protections. Leclerc et Verstappen hors-course, Pérez passe par les stands pour chausser des pneus tendres et repart dernier. Il entame alors sa remontée en dépassant ses rivaux tour après tour, allongeant son relais pour profiter de leurs arrêts respectifs. Démontrant tout du long sa science de la gestion des pneumatiques, il atteint la troisième après quarante-sept tours. Les Mercedes, qui se sont arrêtées une première fois, Russell au quarante-cinquième tour et Bottas quatre bloucles plus tard, roulent de conserve vers le doublé. Contrairement à la majorité des autres pilotes, Esteban Ocon ne passe qu'une fois par les stands, stratégie qui va s'avérer payante à l'arrivée. Après avoir chaussé de nouveaux pneus au bout de quarante-sept boucles, Pérez reprend sa série de dépassements, y compris sur son coéquipier Lance Stroll, pour retrouver le troisième rang. Au soixantième tour, Jack Aitken tape le rail du dernier virage et laisse son aileron avant sur la piste, provoquant la sortie de la voiture de sécurité. Mercedes en profite pour tenter un double arrêt de ses pilotes mais tout se passe très mal : les pneus avant destinés à Bottas sont montés sur la voiture de Russell. Les mécaniciens ne trouvent ensuite pas les pneus du Finlandais (pour cause), lui montent alors des medium à l'avant puis les ôtent pour les remplacer par les pneus durs usés avec lesquels il venait de rouler ; il repart cinquième après vingt-sept secondes d'arrêt. Russell est rappelé dans la foulée pour chausser les bons pneumatiques et éviter une pénalité ; ressorti derrière son coéquipier, il le double dès la relance, dépasse ensuite Stroll et Ocon et se rapproche à toute vitesse de Pérez, désormais en tête. Une crevaison lente l'oblige alors, à huit tours de l'arrivée, à un nouvel arrêt. Reparti quinzième, il réalise le meilleur tour en course, dépasse six pilotes pour marquer ses premiers points en se classant neuvième, profitant ainsi du point bonus.
Sergio Pérez n'éprouve aucune difficulté à contenir Esteban Ocon qui fait le nécessaire pour repousser la menace de Lance Stroll, conduisant à un podium inédit. Carlos Sainz termine quatrième, devant Daniel Ricciardo, Alexander Albon et Daniil Kvyat qui ont dépassé Bottas, en perdition, qui se classe huitième, suivi par son coéquipier du jour ; Lando Norris prend le dernier point en jeu. Les péripéties de la course ne permettent pas à Sebastian Vettel de faire mieux que douzième, derrière Pierre Gasly. Avec ce dernier à Monza et Sergio Pérez à Sakhir, la saison 2020 consacre deux nouveaux vainqueurs (les 109e et 110e de l'histoire), ce qui n'était pas arrivé depuis 2012 avec Nico Rosberg et Pastor Maldonado.
Derrière le septuple champion du monde Lewis Hamilton (332 points), Valtteri Bottas (205 points) occupe toujours la deuxième place du championnat avec 16 points d'avance sur Max Verstappen (189 points). La victoire de Sergio Pérez (125 points) lui permet de prendre la quatrième place, devant Daniel Ricciardo (112 points). Le sixième rang final se jouera entre Charles Leclerc (98 points), Carlos Sainz (97 points) et Alexander Albon (93 points). Lando Norris (87 points) est neuvième et Lance Stroll (74 points) remonte à la dixième place. Chez les constructeurs, derrière Mercedes, champion pour la septième fois (540 points) avec pratiquement deux fois plus de points que son dauphin, Red Bull (282 points) est assuré de terminer deuxième. Racing Point (194 points) prend une option pour le podium avec 10 points d'avance sur McLaren (184 points) et 22 sur Renault (172 points). Ferrari (131 points), sixième précède AlphaTauri (103 points) ; suivent Alfa Romeo (8 points), Haas (3 points) et Williams qui n'a pas encore marqué.

#### Grand Prix d'Abou Dabi
La course d'Abou Dabi clôt la saison comme c'est la tradition depuis 2014, à la différence qu'il devait s'agir de la vingt-deuxième manche du championnat 2020. Le calendrier étant longtemps resté suspendu à la pandémie de Covid-19 cette course, à huis clos, est repoussée, pour un exercice qui comporte finalement dix-sept épreuves. Lewis Hamilton, absent de la course précédente après avoir été testé positif au Covid-19, est de retour à bord de sa W11 pour cette ultime épreuve d'une saison qu'il a entièrement dominée.
Pour la première fois de la saison, Max Verstappen, souvent troisième derrière les Flèches d'Argent au départ en 2020, obtient la pole position (la troisième de sa carrière, sa précédente datant du Grand Prix du Brésil 2019) et empêche ainsi une monoplace motorisée par Mercedes de partir en tête. Tout se joue lors des deuxièmes tentatives en Q3 où Valtteri Bottas se montre plus rapide que Lewis Hamilton lorsque le Néerlandais les coiffe au poteau, respectivement de 25 et 86 millièmes de seconde. Hamilton part en deuxième ligne, aux côtés de Lando Norris, en verve au volant de sa McLaren. Son coéquipier Carlos Sainz, sixième, est en troisième ligne derrière Alexander Albon. Daniil Kvyat, à nouveau plus rapide que Pierre Gasly, est en quatrième ligne avec Lance Stroll. Charles Leclerc, auteur du neuvième temps, étant pénalisé d'un recul de trois places, Gasly et Esteban Ocon, éliminé en Q2, s'élancent de la cinquième ligne.
Max Verstappen remporte son deuxième succès de l'année, après le Grand Prix du 70e anniversaire, et le dixième de sa carrière. Auteur d'un envol parfait, il se met directement hors de portée de ses rivaux, passant l'ensemble des cinquante-cinq tours en tête. Il bénéficie même, pour son seul changement de pneus d'un « arrêt gratuit » comme tous les pilotes qui le suivent après que Sergio Pérez tombe en panne au bord du circuit au bout de neuf boucles, provoquant le déclenchement de la voiture de sécurité virtuelle puis la sortie de la voiture de sécurité pour permettre à la dépanneuse de dégager la monoplace. L'abandon du Mexicain ne l'empêche pas de se classer quatrième du championnat du monde, Valtteri Bottas, deuxième derrière Verstappen, conservant son rang de vice-champion. Lewis Hamilton termine à la même place qu'au départ et pour porte son record à 165 podiums. Dans une course avare en action comme souvent à Yas Marina, le seul dépassement pour les gros points a lieu au sixième tour quand Alexander Albon dépasse, en deux temps, Lando Norris pour le gain de la quatrième place ; le Thaïlandais se classe quatrième devant le jeune britannique. Quand son coéquipier Carlos Sainz passe la ligne d'arrivée au sixième rang, le stand McLaren explose de joie car ce résultat permet à l'écurie de monter sur le podium du championnat des constructeurs, derrière Mercedes et Red Bull.
Les Renault terminent dans les points ; pour sa dernière course avec l'équipe française, Daniel Ricciardo prend la septième place et s'adjuge le point bonus du meilleur tour, réalisé dans la dernière boucle. Huitième depuis le trente-et-unième tour, Pierre Gasly termine devant Esteban Ocon, qui dépasse Lance Stroll dans le dernier tour. Une bien mauvaise saison s'achève pour la Scuderia Ferrari, ses deux pilotes terminant hors des points ; l'équipe italienne se classe sixième du championnat constructeurs, son pire classement en quarante ans.
Bien qu'il ait fini la saison affaibli après avoir contracté le Covid-19, la considérant comme « la plus difficile » de sa carrière, Lewis Hamilton a régné sur l'exercice raccourci à dix-sept épreuves qui s'est déroulé sur moins de six mois, de juillet à décembre. Bien aidé par une W11 performante sur toutes les pistes, il a passé 535 tours et 3158 kilomètres en tête, a battu le record de victoires de Michael Schumacher avec onze nouveaux succès, a réalisé dix pole positions pour atteindre le chiffre de 98, et a été sacré pour la septième fois à trois courses de la fin, avec 437 points en ayant marqué dans toutes les courses sauf celle qu'il a manqué à Sakhir après avoir été placé à l'isolement. Valtteri Bottas, auteur de deux victoires, termine deuxième, comme en 2019, avec 223 points, juste devant Max Verstappen, troisième avec 214 points. Vainqueur à Sakhir, Sergio Pérez est quatrième (125 points) alors qu'une saison solide permet à Daniel Ricciardo de prendre la cinquième place du classement (114 points). Carlos Sainz devance Alexander Albon, à égalité de points (105 chacun). Charles Leclerc (98 points), Lando Norris (97 points), Pierre Gasly (75 points) et Lance Stroll (75 points également) complètent le top 10 du championnat du monde. Chez les constructeurs, Mercedes remporte son septième championnat consécutif avec 573 points, devançant Red Bull (319 points) et McLaren émerge à la dernière course, remportant la bataille pour la troisième place (202 points) face à Racing Point (195 points) et Renault (181 points). Ferrari achève la saison au sixième rang (131 points) devant AlphaTauri (107 points). Alfa Roméo (8 points) et Haas (3 points) connaissent un meilleur destin que Williams qui n'a marqué aucun point.

### Grands Prix annulés

#### Grand Prix d'Australie
Sur décision des écuries, de la direction de la Formule 1, de l'Australian Grand Prix Corporation organisatrice de la course et de la FIA, le Grand Prix d'Australie est annulé en raison de la pandémie de Covid-19. La décision intervient deux heures avant le début des premiers essais libres du vendredi 13 mars et fait notamment suite au retrait de l'écurie McLaren Racing, un de ses employés ayant contracté la maladie.

#### Grand Prix des Pays-Bas
Le 19 mars 2020, la course, initialement prévue le 3 mai, est reportée.
Le 28 mai, les organisateurs, qui s'opposent à une course à huis clos, annoncent l'annulation du Grand Prix et privilégient un Grand Prix avec public en 2021 pour le retour de l'épreuve au championnat (la dernière édition datant de 1985) : « En raison de la pandémie mondiale de coronavirus (COVID-19), le Grand Prix des Pays-Bas a d'abord été reporté. En consultation avec le Formula One Management, l'organisation du Grand Prix des Pays-Bas a dû arriver à la conclusion qu'il n'était plus possible d'avoir une course avec du public cette année. Par conséquent, il a été décidé de reporter définitivement la course à 2021. Avec la FIA et la FOM, nous déterminerons le calendrier pour 2021 et ainsi la nouvelle date du Grand Prix des Pays-Bas. »

#### Grand Prix de Monaco
Le Grand Prix automobile de Monaco 2020 (Formula 1 Grand Prix de Monaco 2020) devait se disputer le 24 mai 2020 sur le circuit de Monaco et s'agir de la soixante-septième édition du Grand Prix de Monaco comptant pour le championnat du monde de Formule 1 ainsi que de la troisième manche du championnat 2020.
Dans un premier temps, en raison de la pandémie de Covid-19, la course est reportée, au même titre que les Grands Prix de Bahreïn, du Viêt Nam, de Chine, des Pays-Bas et d'Espagne.
Quelques heures seulement après ce report, les organisateurs de l'Automobile Club de Monaco décident de son annulation, en expliquant que la situation sanitaire mondiale ne permet pas son organisation et que la course ne peut être reportée,.
En effet, à la différence des circuits permanents, le tracé urbain de Monaco nécessite, en tout, treize semaines de travail (sept semaines d'aménagement, trois d'exploitation et trois autres semaines de démontage) des délais qui rendent impossible la tenue de la course à une autre date. « La situation sanitaire dont on ne peut prévoir l'évolution, le manque de visibilité sur les modalités du championnat du monde FIA 2020 de Formule 1, l'incertitude de la participation de toutes les écuries, les conséquences des mesures prises par les différents gouvernements, le confinement, les difficultés transfrontalières pour accéder en Principauté de Monaco, la crainte que les entreprises, à leur corps défendant, ne puissent faire face au montage des installations, la disponibilité des salariés, des bénévoles (plus de 1500), nécessaires à son déroulement, font que la situation n'est plus objectivement maîtrisable », indique un communiqué de l'ACM.
Il s'agit de la première absence du Grand Prix dans un championnat du monde de Formule 1 depuis 1954.

#### Grand Prix de France
Le 13 avril 2020, le président français Emmanuel Macron annonce qu'il ne pourra pas être organisé en France une manifestation, sportive ou autre, réunissant un large public, avant la mi-juillet, ce qui condamne le Grand Prix de France, prévu le 28 juin, à être disputé à huis clos, reporté ou annulé,,.
La Fédération française du sport automobile ne se montre pas favorable à la tenue du Grand Prix de France à huis clos ; son président Nicolas Deschaux déclare : « L'assise même des recettes pour le promoteur du Grand Prix de France, c'est la billetterie. On voit mal, sauf à revoir le modèle, qu'un Grand Prix puisse se tenir à huis clos pour un promoteur local. »
Le 27 avril, les organisateurs décident de son annulation : « En raison des déclarations du président de la République visant à interdire les grands événements jusqu'au milieu du mois de juillet au minimum et à maintenir la fermeture de l'espace Schengen jusqu'à nouvel ordre, et des récentes décisions annoncées par le gouvernement français afin de lutter contre la propagation du virus Covid-19, le GIP Grand Prix de France - Le Castellet prend acte de l'impossibilité de maintenir le Grand Prix de France,. »

#### Grand Prix d'Azerbaïdjan
Le Grand Prix automobile d'Azerbaïdjan 2020 (2020 Formula 1 Azerbaijan Grand Prix) devait se disputer le 7 juin 2020 sur le circuit urbain de Bakou. Selon le calendrier initial, il devait s'agir de la quatrième édition du Grand Prix d'Azerbaïdjan comptant pour le championnat du monde de Formule 1 2020.
En raison de la pandémie de Covid-19, la décision est d'abord prise, le 23 mars, de reporter la course. Le Grand Prix est annulé le 12 juin, avec les manches asiatiques du Japon et de Singapour, la piste en ville nécessitant, comme celles de Monaco et de Singapour une longue préparation préalable. Il s'agit de la première absence du Grand Prix au calendrier depuis son introduction en 2017.

#### Grand Prix de Singapour
Le Grand Prix automobile de Singapour 2020 (Formula 1 2020 Singapore Airlines Singapore Grand Prix) devait avoir lieu le 20 septembre 2020 sur le circuit urbain de Singapour. Selon le calendrier initial, il devait s'agir de la douzième édition du Grand Prix de Singapour comptant pour le championnat du monde de Formule 1 et la quinzième manche du championnat 2020.
Le 12 juin, à cause de la pandémie de Covid-19, le Grand Prix de Singapour est définitivement annulé (au même titre que ceux du Japon et d'Azerbaïdjan, souffrant des mêmes contingences que Monaco ou Bakou : il s'agit de tracés provisoires en ville dont la préparation nécessite de longs délais. Chase Carey, le patron de la Formule 1 déclare : « À Singapour et en Azerbaïdjan, les longs délais requis pour construire les circuits urbains ont rendu la tenue de ces événements impossible et, au Japon, les restrictions sur les voyages ont mené à la décision de ne pas tenir la course. »
Il s'agit de la première fois depuis 2008 que les Formule 1 ne courront pas sur le circuit urbain de Marina Bay.

#### Grand Prix du Japon
Le Grand Prix automobile du Japon 2020 (Formula 1 2020 Japanese Grand Prix) devait avoir lieu le 11 octobre 2020 sur le circuit de Suzuka. Selon le calendrier initial, il devait s'agir de la trente-sixième édition du Grand Prix du Japon comptant pour le championnat du monde de Formule 1, la trente-et-unième disputée à Suzuka et la dix-septième manche du championnat 2020.
La pandémie de Covid-19 perturbe fortement le championnat du monde de Formule 1 comme l'ensemble des manifestations sportives dans le monde. Les dix premières courses inscrites au calendrier sont ainsi reportées ou annulées. Le 2 juin 2020, la FOM publie un calendrier provisoire de huit courses, toutes disputées en Europe et à huis clos, à commencer par le Grand Prix d'Autriche le 5 juillet et n'allant pas plus loin que le Grand Prix d'Italie le 6 septembre. Le 12 juin, le Grand Prix du Japon est définitivement annulé (au même titre que ceux de Singapour et d'd'Azerbaïdjan).
Il s'agit de la première fois depuis 1987 que les Formule 1 ne courront pas à Suzuka (hormis deux éditions au Mont Fuji en 2007 et 2008).

#### Grand Prix du Canada
Le Grand Prix automobile du Canada 2020 (Formula 1 Pirelli Grand Prix du Canada 2020) qui devait initialement se disputer le 14 juin 2020 sur le Circuit Gilles-Villeneuve, devait constituer la cinquante-et-unième édition du Grand Prix du Canada comptant pour le championnat du monde de Formule 1, la quarante-et-unième disputée sur le circuit de l'Île Notre-Dame, au sein du Parc Jean-Drapeau de Montréal.
Le 7 avril, en raison de la pandémie de maladie à coronavirus 2019 qui a pris une envergure mondiale, les organisateurs annoncent le report du Grand Prix,. Initialement neuvième course du calendrier, le Grand Prix du Canada était devenu la course d'ouverture de la saison à titre provisoire puisque six des huit premières manches ont été reportées et deux ont été annulées (Australie et Monaco). L'épreuve de Montréal rejoint ensuite la liste des épreuves reportées. François Dumontier, le directeur du Grand Prix, déclare : « Ce report n'est pas une décision prise à la légère. Durant le mois qui vient de s'écouler, nous avons été en constante communication avec la F1 et les représentants de la ville de Montréal, de son tourisme, et les gouvernements provincial et fédéral. Il n’était pas possible de faire autrement et je salue le rôle que joue la F1 en ces temps difficiles. Je suis fier de voir de telles initiatives et avancées technologiques émanant de la F1 et appliquées à la crise. Actuellement, il est crucial que toute notre énergie soit rassemblée pour surmonter le Covid-19. Nous vous accueillerons à bras ouverts sur le circuit Gilles Villeneuve quand il sera possible de le faire en toute sécurité. »
Fin juin 2020, plusieurs sites spécialisés annoncent pour le 11 octobre la tenue du Grand Prix du Canada 2020,,. Mais le 24 juillet, la direction de la Formule 1 prend la décision d'annuler définitivement tous les Grands Prix prévus sur le continent américain « en raison de la circulation fluide de l'actuelle pandémie de Covid-19, des restrictions locales et de l'importance de garder les communautés et nos collègues en sécurité ». Le Grand Prix du Canada est donc supprimé du calendrier du championnat 2020 au même titre que les Grands Prix du Mexique, des États-Unis et du Brésil.

#### Grand Prix des États-Unis
Le 24 juillet, le Grand Prix est officiellement annulé avec les autres manches du continent américain.

#### Grand Prix du Mexique
Le 24 juillet, le Grand Prix est officiellement annulé avec les autres manches du continent américain.

#### Grand Prix du Brésil
Le 24 juillet, le Grand Prix est officiellement annulé avec les autres manches du continent américain.

#### Grand Prix du Viêt Nam
Le Grand Prix automobile du Viêt Nam, devait initialement se disputer le 5 avril 2020 sur le circuit urbain de Hanoï à Hanoï et être la première édition du Grand Prix du Viêt Nam comptant pour le championnat du monde de Formule 1. Prévu pour être la troisième manche du championnat, il est reporté à cause de la pandémie de maladie à coronavirus de 2019-2020 puis définitivement annulé le 25 août 2020,.

#### Grand Prix de Chine
Le Grand Prix automobile de Chine 2020 (Formula 1 2020 Heineken Chinese Grand Prix), qui devait se disputer le 19 avril 2020 sur le circuit international de Shanghai dans la ville du même nom et constituer la 17e édition du Grand Prix de Chine et la quatrième manche du championnat 2020 est la première course de la saison à être reportée, dès le 12 février 2020, le pays se trouvant être le foyer de la pandémie de maladie à coronavirus 2019. La course est définitivement annulée le 25 août 2020.
La pandémie de Coronavirus Covid-19 s'étant déclarée dans la ville de Wuhan fin 2019 et la Chine se trouvant en être l'épicentre début 2020, le Grand Prix est reporté dès le 12 février 2020. « Tous les acteurs vont prendre le temps nécessaire pour étudier la viabilité d'une nouvelle date pour le Grand Prix, plus tard dans l'année, si la situation s'améliore », indique le communiqué publié par les instances dirigeantes de la Formule 1.
La course est officiellement annulée le 25 août 2020.

## Classements saison 2020

### Attribution des points
| Position | 1er | 2e | 3e | 4e | 5e | 6e | 7e | 8e | 9e | 10e | MT  |
| Points   | 25  | 18 | 15 | 12 | 10 | 8  | 6  | 4  | 2  | 1   | + 1 |

### Pilotes
| Pos.     | Pilotes            |      |      |      |       |       | ESP  | BEL  | ITA  | TOS  | RUS  | EIF   | POR  | EMI  | TUR  | BAH  | SAK   | ABU   | Points |
| -------- | ------------------ | ---- | ---- | ---- | ----- | ----- | ---- | ---- | ---- | ---- | ---- | ----- | ---- | ---- | ---- | ---- | ----- | ----- | ------ |
| Champion | Lewis Hamilton     | 12   | 25   | 26   | 25    | 19    | 25   | 25   | 7    | 26   | 15   | 25    | 26   | 26   | 25   | 25   | Forf. | 15    | 347    |
| 2        | Valtteri Bottas    | 25   | 18   | 15   | 0     | 15    | 16   | 18   | 10   | 18   | 26   | Abd.  | 18   | 18   | 0    | 4    | 4     | 18    | 223    |
| 3        | Max Verstappen     | Abd. | 15   | 18   | 19    | 25    | 18   | 15   | Abd. | Abd. | 18   | 19    | 15   | Abd. | 8    | 19   | Abd.  | 25    | 214    |
| 4        | Sergio Pérez       | 8    | 8    | 6    | Forf. | Forf. | 10   | 1    | 1    | 10   | 12   | 12    | 6    | 8    | 18   | 0*   | 25    | Abd.  | 125    |
| 5        | Daniel Ricciardo   | Abd. | 4    | 4    | 12    | 0     | 0    | 13   | 8    | 12   | 10   | 15    | 2    | 15   | 1    | 6    | 10    | 7     | 119    |
| 6        | Carlos Sainz Jr.   | 10   | 3    | 2    | 0     | 0     | 8    | Np.  | 18   | Abd. | Abd. | 10    | 8    | 6    | 10   | 10   | 12    | 8     | 105    |
| 7        | Alexander Albon    | 0*   | 12   | 10   | 4     | 10    | 4    | 8    | 0    | 15   | 1    | Abd.  | 0    | 0    | 6    | 15   | 8     | 12    | 105    |
| 8        | Charles Leclerc    | 18   | Abd. | 0    | 15    | 12    | Abd. | 0    | Abd. | 4    | 8    | 6     | 12   | 10   | 12   | 1    | Abd.  | 0     | 98     |
| 9        | Lando Norris       | 16   | 10   | 0    | 10    | 2     | 1    | 6    | 12   | 8    | 0    | Abd.  | 0    | 4    | 5    | 12   | 1     | 10    | 97     |
| 10       | Pierre Gasly       | 6    | 0    | Abd. | 6     | 0     | 2    | 4    | 25   | Abd. | 2    | 8     | 10   | Abd. | 0    | 8    | 0     | 4     | 75     |
| 11       | Lance Stroll       | Abd. | 6    | 12   | 2     | 8     | 12   | 2    | 15   | Abd. | Abd. | Forf. | Abd. | 0    | 2    | Abd. | 15    | 1     | 75     |
| 12       | Esteban Ocon       | 4    | Abd. | 0    | 8     | 4     | 0    | 10   | 4    | Abd. | 6    | Abd.  | 4    | Abd. | 0    | 2    | 18    | 2     | 62     |
| 13       | Sebastian Vettel   | 1    | Abd. | 8    | 1     | 0     | 6    | 0    | Abd. | 1    | 0    | 0     | 1    | 0    | 15   | 0    | 0     | 0     | 33     |
| 14       | Daniil Kvyat       | 0*   | 1    | 0    | Abd.  | 1     | 0    | 0    | 2    | 6    | 4    | 0     | 0    | 12   | 0    | 0    | 6     | 0     | 32     |
| 15       | Nico Hülkenberg    |      |      |      | Np.   | 6     |      |      |      |      |      | 4     |      |      |      |      |       |       | 10     |
| 16       | Kimi Räikkönen     | Abd. | 0    | 0    | 0     | 0     | 0    | 0    | 0    | 2    | 0    | 0     | 0    | 2    | 0    | 0    | 0     | 0     | 4      |
| 17       | Antonio Giovinazzi | 2    | 0    | 0    | 0     | 0     | 0    | Abd. | 0    | Abd. | 0    | 1     | 0    | 1    | Abd. | 0    | 0     | 0     | 4      |
| 18       | George Russell     | Abd. | 0    | 0    | 0     | 0     | 0    | Abd. | 0    | 0    | 0    | Abd.  | 0    | Abd. | 0    | 0    | 3     | 0     | 3      |
| 19       | Romain Grosjean    | Abd. | 0    | 0    | 0     | 0     | 0    | 0    | 0    | 0    | 0    | 2     | 0    | 0    | Abd. | Abd. | Forf. | Forf. | 2      |
| 20       | Kevin Magnussen    | Abd. | 0    | 1    | Abd.  | Abd.  | 0    | 0    | Abd. | Abd. | 0    | 0     | 0    | Abd. | 0*   | 0    | 0     | 0     | 1      |
| 21       | Nicholas Latifi    | 0    | 0    | 0    | 0     | 0     | 0    | 0    | 0    | Abd. | 0    | 0     | 0    | 0    | Abd. | 0    | Abd.  | 0     | 0      |
| 22       | Jack Aitken        |      |      |      |       |       |      |      |      |      |      |       |      |      |      |      | 0     |       | 0      |
| 23       | Pietro Fittipaldi  |      |      |      |       |       |      |      |      |      |      |       |      |      |      |      | 0     | 0     | 0      |

### Constructeurs
| Pos.     | Constructeurs              | Pilotes |      |      |      |       |       | ESP  | BEL  | ITA  | TOS  | RUS  | EIF   | POR  | EMI  | TUR  | BAH  | SAK   | ABU   | Points |
| -------- | -------------------------- | ------- | ---- | ---- | ---- | ----- | ----- | ---- | ---- | ---- | ---- | ---- | ----- | ---- | ---- | ---- | ---- | ----- | ----- | ------ |
| Champion | Mercedes                   | HAM     | 12   | 25   | 26   | 25    | 19    | 25   | 25   | 7    | 26   | 15   | 25    | 26   | 26   | 25   | 25   | Forf. | 15    | 573    |
| Champion | Mercedes                   | BOT     | 25   | 18   | 15   | 0     | 15    | 16   | 18   | 10   | 18   | 26   | Abd.  | 18   | 18   | 0    | 4    | 4     | 18    | 573    |
| Champion | Mercedes                   | RUS     |      |      |      |       |       |      |      |      |      |      |       |      |      |      |      | 3     |       | 573    |
| 2        | Red Bull-Honda             | ALB     | 0*   | 12   | 10   | 4     | 10    | 4    | 8    | 0    | 15   | 1    | Abd.  | 0    | 0    | 6    | 15   | 8     | 12    | 319    |
| 2        | Red Bull-Honda             | VER     | Abd. | 15   | 18   | 19    | 25    | 18   | 15   | Abd. | Abd. | 18   | 19    | 15   | Abd. | 8    | 19   | Abd.  | 25    | 319    |
| 3        | McLaren-Renault            | NOR     | 16   | 10   | 0    | 10    | 2     | 1    | 6    | 12   | 8    | 0    | Abd.  | 0    | 4    | 5    | 12   | 1     | 10    | 202    |
| 3        | McLaren-Renault            | SAI     | 10   | 3    | 2    | 0     | 0     | 8    | Np.  | 18   | Abd. | Abd. | 10    | 8    | 6    | 10   | 10   | 12    | 8     | 202    |
| 4        | Racing Point- BWT Mercedes | PER     | 8    | 8    | 6    | Forf. | Forf. | 10   | 1    | 1    | 10   | 12   | 12    | 6    | 8    | 18   | 0*   | 25    | Abd.  | 195    |
| 4        | Racing Point- BWT Mercedes | STR     | Abd. | 6    | 12   | 2     | 8     | 12   | 2    | 15   | Abd. | Abd. | Forf. | Abd. | 0    | 2    | Abd. | 15    | 1     | 195    |
| 4        | Racing Point- BWT Mercedes | HÜL     |      |      |      | Np.   | 6     |      |      |      |      |      | 4     |      |      |      |      |       |       | 195    |
| 5        | Renault                    | RIC     | Abd. | 4    | 4    | 12    | 0     | 0    | 13   | 8    | 12   | 10   | 15    | 2    | 15   | 1    | 6    | 10    | 7     | 181    |
| 5        | Renault                    | OCO     | 4    | Abd. | 0    | 8     | 4     | 0    | 10   | 4    | Abd. | 6    | Abd.  | 4    | Abd. | 0    | 2    | 18    | 2     | 181    |
| 6        | Ferrari                    | VET     | 1    | Abd. | 8    | 1     | 0     | 6    | 0    | Abd. | 1    | 0    | 0     | 1    | 0    | 15   | 0    | 0     | 0     | 131    |
| 6        | Ferrari                    | LEC     | 18   | Abd. | 0    | 15    | 12    | Abd. | 0    | Abd. | 4    | 8    | 6     | 12   | 10   | 12   | 1    | Abd.  | 0     | 131    |
| 7        | AlphaTauri-Honda           | GAS     | 6    | 0    | Abd. | 6     | 0     | 2    | 4    | 25   | Abd. | 2    | 8     | 10   | Abd. | 0    | 8    | 0     | 4     | 107    |
| 7        | AlphaTauri-Honda           | KVY     | 0*   | 1    | 0    | Abd.  | 1     | 0    | 0    | 2    | 6    | 4    | 0     | 0    | 12   | 0    | 0    | 6     | 0     | 107    |
| 8        | Alfa Romeo- Ferrari        | RAI     | Abd. | 0    | 0    | 0     | 0     | 0    | 0    | 0    | 2    | 0    | 0     | 0    | 2    | 0    | 0    | 0     | 0     | 8      |
| 8        | Alfa Romeo- Ferrari        | GIO     | 2    | 0    | 0    | 0     | 0     | 0    | Abd. | 0    | Abd. | 0    | 1     | 0    | 1    | Abd. | 0    | 0     | 0     | 8      |
| 9        | Haas- Ferrari              | GRO     | Abd. | 0    | 0    | 0     | 0     | 0    | 0    | 0    | 0    | 0    | 2     | 0    | 0    | Abd. | Abd. | Forf. | Forf. | 3      |
| 9        | Haas- Ferrari              | MAG     | Abd. | 0    | 1    | Abd.  | Abd.  | 0    | 0    | Abd. | Abd. | 0    | 0     | 0    | Abd. | 0*   | 0    | 0     | 0     | 3      |
| 9        | Haas- Ferrari              | FIT     |      |      |      |       |       |      |      |      |      |      |       |      |      |      |      | 0     | 0     | 3      |
| 10       | Williams- Mercedes         | RUS     | Abd. | 0    | 0    | 0     | 0     | 0    | Abd. | 0    | 0    | 0    | Abd.  | 0    | Abd. | 0    | 0    | Mer.  | 0     | 0      |
| 10       | Williams- Mercedes         | LAT     | 0    | 0    | 0    | 0     | 0     | 0    | 0    | 0    | Abd. | 0    | 0     | 0    | 0    | Abd. | 0    | Abd.  | 0     | 0      |
| 10       | Williams- Mercedes         | AIT     |      |      |      |       |       |      |      |      |      |      |       |      |      |      |      | 0     |       | 0      |

## Le marché des transferts s'active
Mi-mai 2020, alors que l'on ne sait toujours pas quand le championnat 2020 pourra démarrer, quel sera son calendrier et combien de courses le composeront, le marché des transferts connaît une subite accélération. Le 12 mai, Sebastian Vettel et la Scuderia Ferrari font part de l'échec de leurs négociations pour la prolongation du contrat du quadruple champion du monde allemand au-delà de la présente saison, ce qui entraîne son départ après six saisons avec l'écurie de Maranello, sans être parvenu à lui apporter un titre mondial,.
Le 14 mai, à quelques heures d'écart, McLaren annonce avoir recruté Daniel Ricciardo à partir de 2021, ce qui signifie son départ de chez Renault. Le pilote australien récupère le volant de Carlos Sainz Jr. qui pour sa part, est engagé par Ferrari pour faire équipe avec Charles Leclerc, contrat de deux ans à la clé.
Le 8 juillet, entre les Grand Prix d'Autriche et de Styrie à Spielberg, l'écurie Renault annonce le recrutement de Fernando Alonso (champion du monde 2005 et 2006) pour au moins deux saisons à partir de 2021 pour faire équipe avec Esteban Ocon. Alonso avait quitté la Formule 1 au terme de son trois-cent-douzième Grand Prix à Abou Dabi en 2018, avec un palmarès de 32 victoires et de deux titres mondiaux.
Le 9 septembre, en marge de la neuvième manche du championnat au Mugello, Sergio Pérez annonce tout d'abord son départ de l'écurie Racing Point après sept saisons, et le lendemain 10 septembre, sa place dans l'équipe, lorsqu'elle deviendra Aston Martin en 2021, revient à Sebastian Vettel. Le quadruple champion du monde déclare à l'occasion : « C’est une nouvelle aventure pour moi avec un constructeur automobile vraiment légendaire. J’ai été impressionné par les résultats que l’équipe a obtenus cette année et je pense que l’avenir est encore plus radieux ! L’énergie et l’engagement de Lawrence Stroll envers le sport sont inspirants et je crois que nous pouvons construire quelque chose de très spécial ensemble. J’ai toujours tellement d’amour pour la Formule 1 et ma seule motivation est de rouler en tête de la grille. Faire cela avec Aston Martin sera un immense privilège ».
Le 22 octobre, Haas F1 Team annonce qu'elle ne reconduit ni Romain Grosjean ni Kevin Magnussen pour la saison 2021,. Début décembre, l'équipe dévoile son nouveau duo de pilotes constitué de Nikita Mazepin et Mick Schumacher,,.
Le 28 octobre, la Scuderia AlphaTauri annonce conserver Pierre Gasly en 2021.
Le 30 octobre, Alfa Romeo reconduit son duo de pilotes, Kimi Räikkönen et Antonio Giovinazzi, pour la saison prochaine,. Le même jour, Williams confirme à son tour la reconduction de ses pilotes, George Russell et Nicholas Latifi, pour une saison supplémentaire,.